# Spoorwegstation

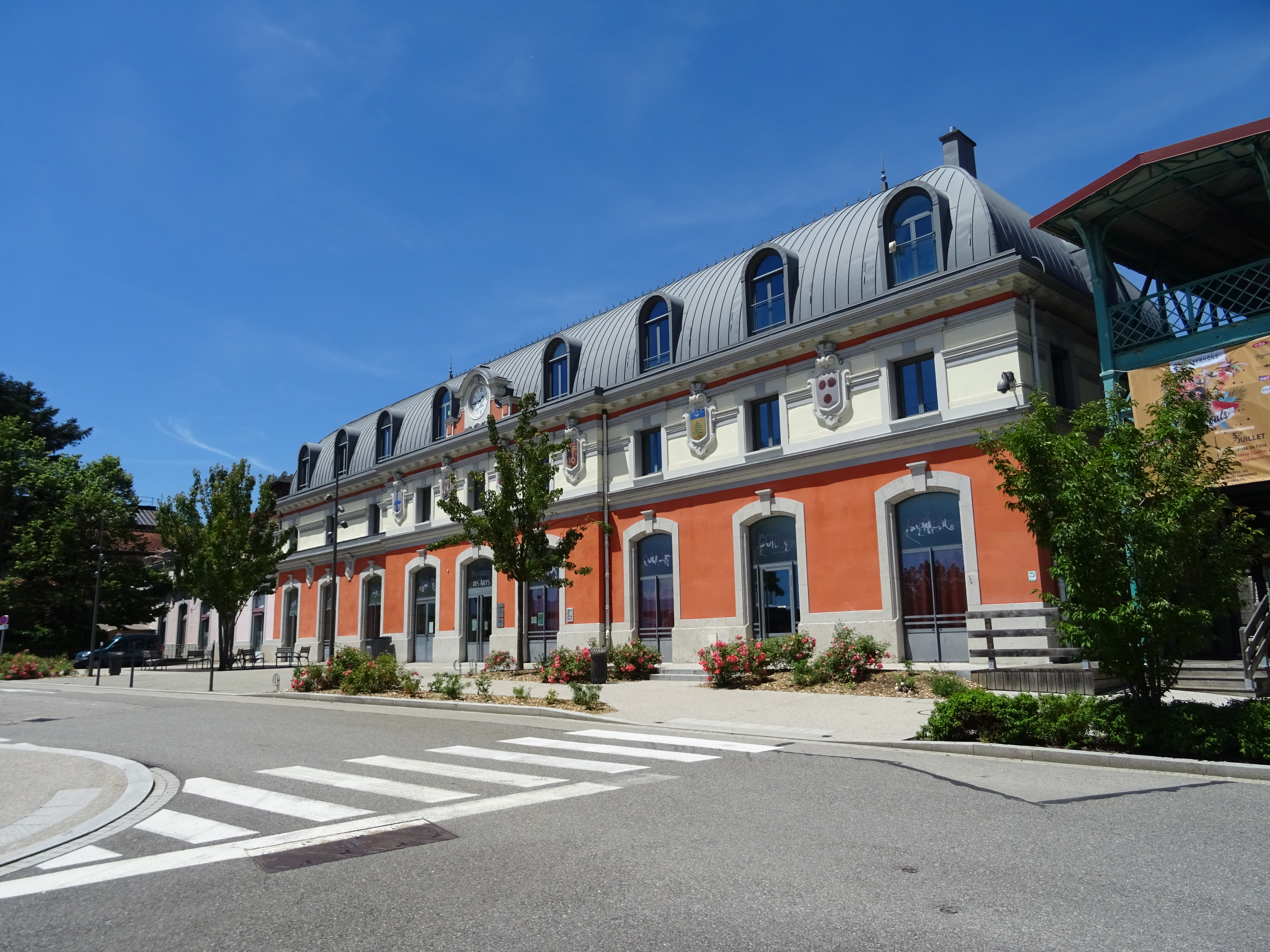
Het oud-gebouw (1904) van station Bellegarde in Frankrijk, niet ver van de Zwitserse grens, is nu een cultureel centrum.

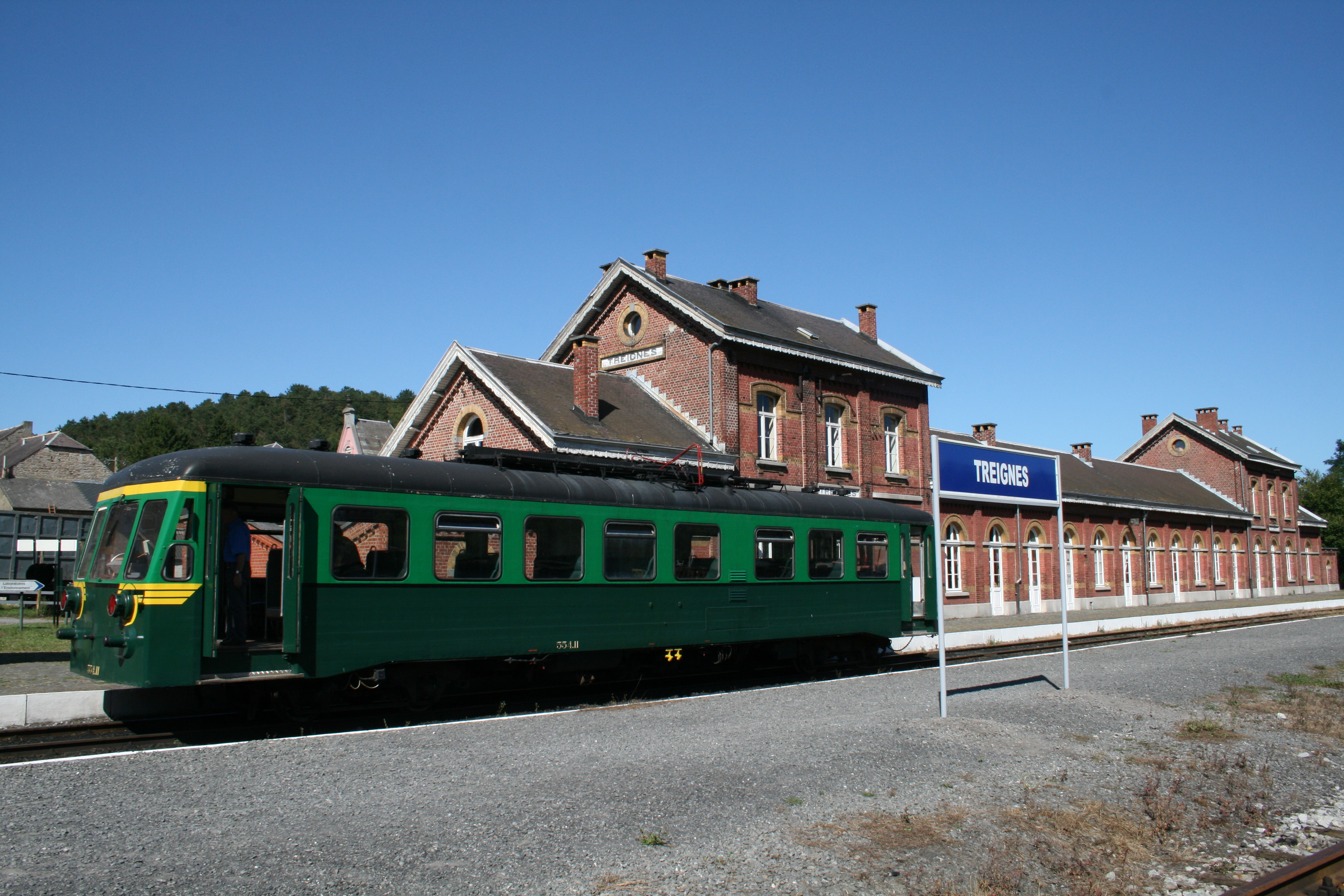
Station Treignes in België. Type 1895: dit model stationsgebouw is overal in België te vinden

Een spoorwegstation, treinstation of kortweg station is een plaats waar treinen stoppen en vertrekken en de reizigers kunnen in-, uit- of overstappen en/of goederen kunnen worden verladen. De vakterm voor dit stoppen is 'stationnement', ter onderscheiding van het stoppen voor een sein of op een rangeerterrein. In de spoorwereld wordt onderscheid gemaakt tussen stations en haltes. Stations hebben bediende seinen en wissels; haltes hebben dat niet.
Stationsgebouwen in Nederland zijn in eigendom en beheer bij NS Stations, een bedrijfsonderdeel van NS; perrons en tunnels etc. vallen onder ProRail. Ook stationsgebouwen aan spoorlijnen waar geen treinen van NS Reizigers komen, worden door NS Stations beheerd. In België is het beheer van de stations en stopplaatsen volledig de verantwoordelijkheid van de NMBS. Het deel van het perron dat in de gevarenzone komt (meestal de 50 cm die het dichtste bij de sporen ligt) is eigendom van Infrabel. 

## Geschiedenis van het station

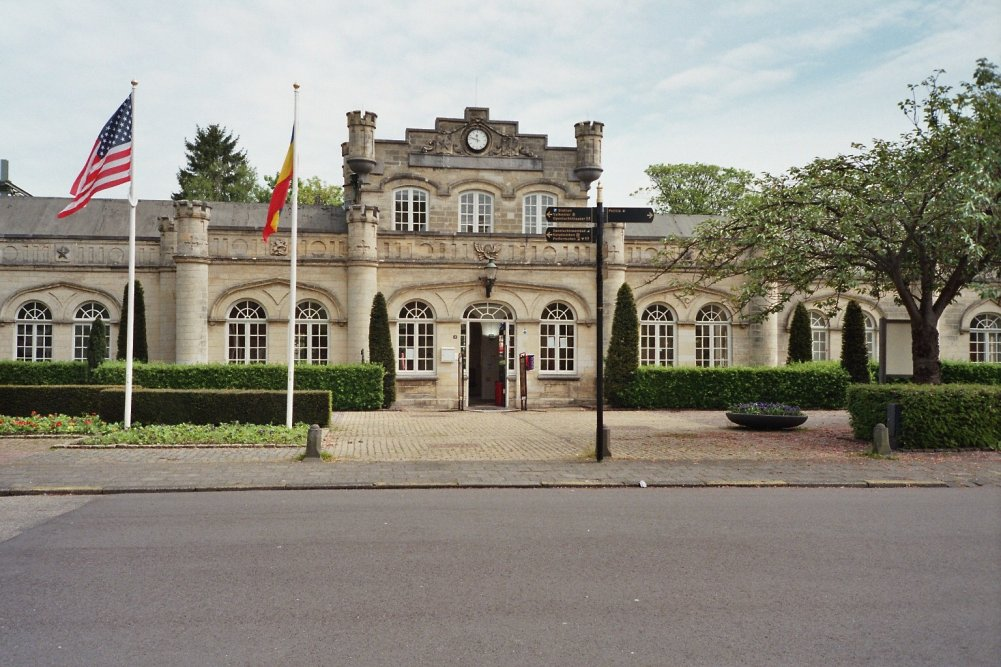
Station Valkenburg in Nederland

Nadat George Stephenson als eerste een bruikbare locomotief had gebouwd, kwamen er al snel spoorlijnen. Het vervoer op spoorstaven was al ouder: in de 17e en 18e eeuw kende men aanvankelijk houten en later ijzeren spoorstaven, toegepast bij verscheidene mijnen en waarover wagens reden met paarden als trekkracht. Met het verschijnen van stoomlocomotieven werd personenvervoer mogelijk. Al snel werden net zoals bij diligences en postkoetsen reeds gebruikelijk was ook stations gebouwd, waar men kon op- en afstappen. Door het toegenomen goederenvervoer per spoor kwamen er ook laad- en losplaatsen bij en nam de industrie een hoge vlucht.
Het oudste station ter wereld dateert van 1830. Het is het Crown Street railway station in Liverpool, maar dat is sinds 1836 niet meer als station in gebruik maar als pakhuis.
Het eerste station op het Europese vasteland was dat van Brussel-Groendreef waar de eerste trein naar Mechelen vertrok. Aanvankelijk waren de stations niet veel meer dan tijdelijke houten constructies. Pas later werden ze stelselmatig vervangen door meer prestigieuze gebouwen in duurzame materialen. Het oudste nog bestaande en in gebruik zijnde stationsgebouw van het Europese vasteland is het station van Tienen in België, gebouwd in 1840. Het station van Ronse is een ontwerp uit 1841. Het opende eerst in Brugge in 1844 en werd pas later naar Ronse verplaatst. De reden waarom België goed is vertegenwoordigd in de rangtelling ligt bij koning Leopold I. De koning had in Engeland George Stephenson ontmoet en was erg onder de indruk van de industriële revolutie en de eerste stoomtreinen. Zo werd in 1834 de wet tot het oprichten van een nationaal spoorwegnet uitgevaardigd en werd op 5 mei 1835 de eerste spoorlijn op het Europese vasteland, tussen Brussel en Mechelen, ingehuldigd. De eerste stations van Nederland zijn gebouwd in 1839 in Amsterdam en Haarlem. Het oudste nog bestaande stationsgebouw in Nederland staat in Valkenburg en is gebouwd in 1853.

## Namen van stations

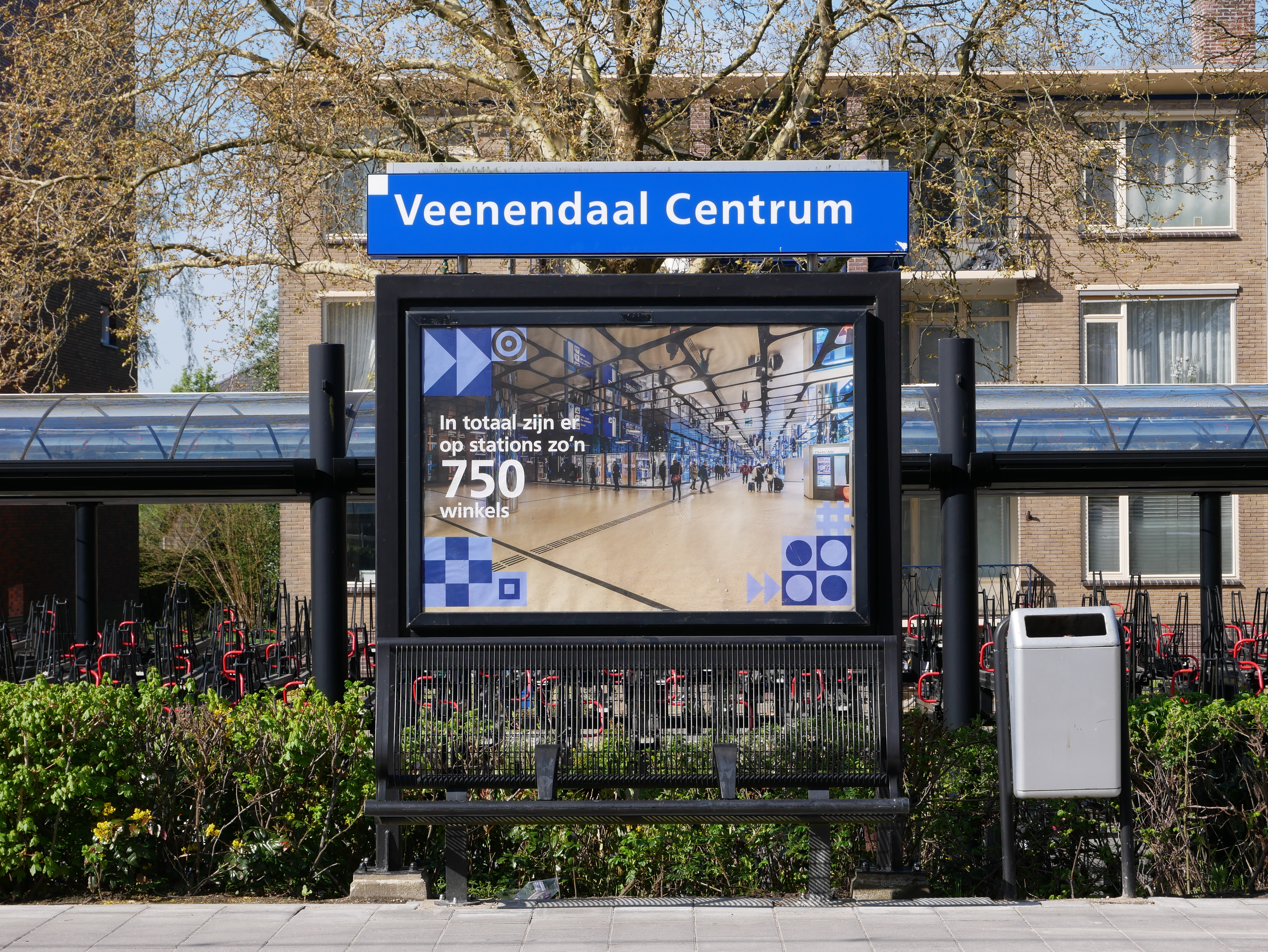
De naam van het station wordt in Nederland aangegeven op een blauw bord met witte letters, en een wit vierkantje linksboven.

De naam van een station wordt bepaald door de plaats(en) die de spoorwegmaatschappij met dat station wil ontsluiten. Hierdoor komt het voor dat een station een andere naam heeft dan de (kleine) plaats waar het ligt (station Venray te Oostrum of station De Panne te Adinkerke), dat een station de naam draagt van twee verschillende plaatsen (station Gilze-Rijen te Rijen of station Viane-Moerbeke in de gemeente Geraardsbergen), of dat een station op de grens van twee plaatsen slechts de naam van een van beide krijgt, zoals station Etterbeek, dat op het grondgebied ligt van de (grotere) Brusselse gemeente Elsene.
De langste stationsnaam ter wereld is Llanfairpwllgwyngyllgogerychwyrndrobwllllantysiliogogogoch, een station in Wales in de plaatselijke taal Welsh. In België is Brussels Airport-Zaventem de langste stationsnaam. De naam Den Haag Laan van Nieuw Oost-Indië zou nog langer zijn, maar deze naam wordt op de bebording afgekort tot Den Haag Laan van NOI en in de NS-reisplanners verder tot Den Haag Laan v NOI. Leeuwarden Camminghaburen is daarmee de langste naam (wat betreft het aantal tekens).
Tot 2007 had Station Golf Halt in Wales de langste stationsnaam ter wereld, maar in 2007 werd die ingekort. De stationsnaam was nooit officieel erkend, maar was Gorsafawddacha'idraigodanheddogleddollônpenrhynareurdraethceredigion, 67 letters. Station Llanfairpwllgwyngyllgogerychwyrndrobwllllantysiliogogogoch (58 letters) werd echter wel officieel erkend en droeg daarbij ook vóór de inkorting de titel van langste stationsnaam.
In de Benelux is het Belgische station Sy de kortste stationsnaam, in Nederland is het Oss.
De stationsnaam Schiphol Airport werd tot 13 december 2015 weergegeven als Schiphol, vaak gevolgd door het vliegtuigpictogram .

### Koppelteken in de naam
Wat betreft de streepjes in de namen verschilt het gebruik per land.

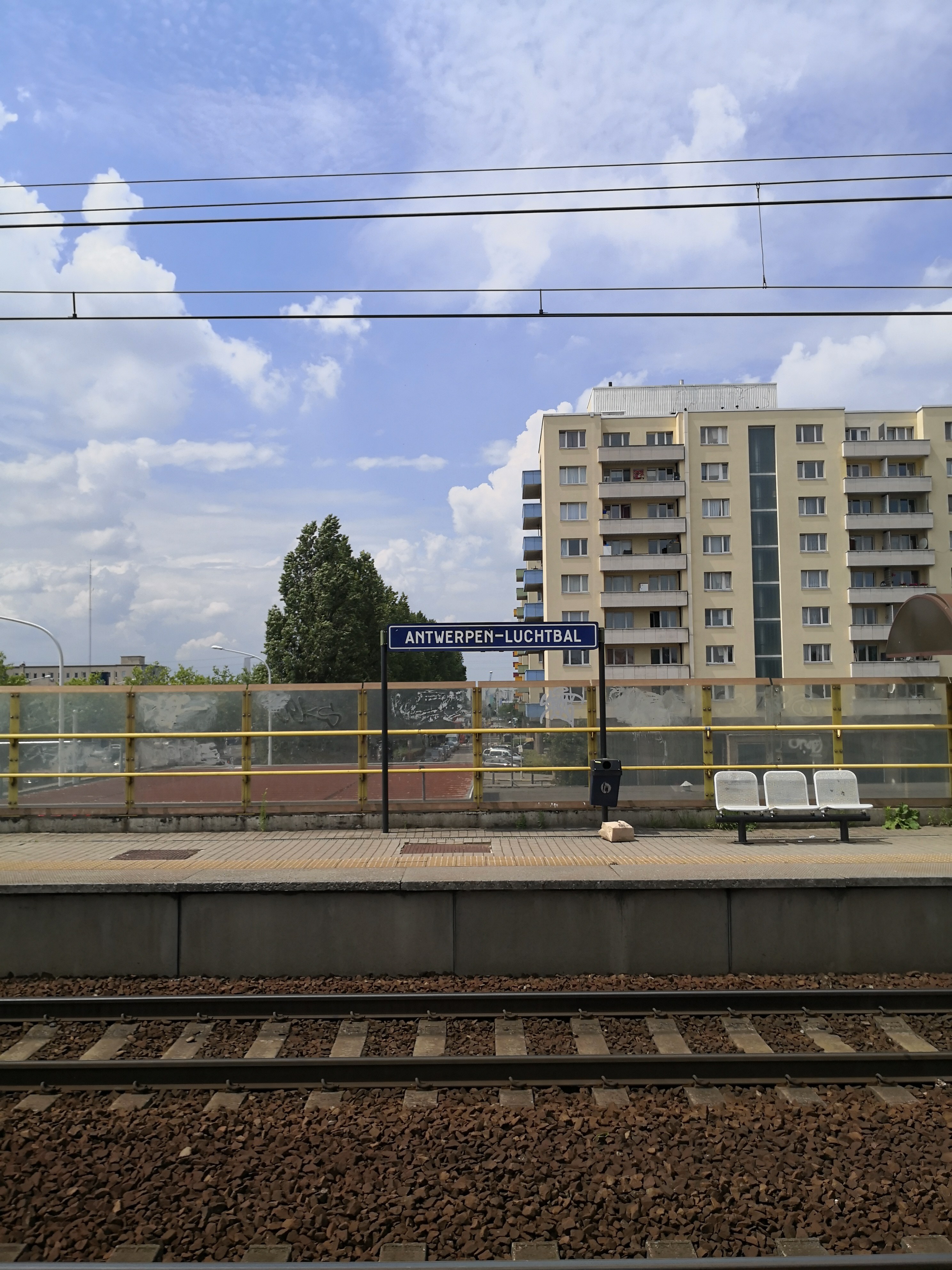
Koppelteken in de naam van station Antwerpen-Luchtbal, die de gelijknamige wijk bedient in Antwerpen

In België wordt een toevoeging bij een naam met een koppelteken geschreven, zoals station Brussel-Zuid, station Luik-Guillemins of station Antwerpen-Luchtbal. 
In Nederland wordt een dergelijke toevoeging zonder koppelteken geschreven zoals in station Amsterdam Zuid. Een koppelteken in de naam duidt er namelijk op dat het station twee verschillende plaatsen dient, zoals in Ede-Wageningen. Dit wordt zo consequent toegepast dat een stationsnaam soms niet overeenkomt met de plaatsnaam: dat is het geval bij station Nieuw Vennep terwijl de plaats als Nieuw-Vennep wordt geschreven, of station Boven Hardinxveld terwijl de plaats als Boven-Hardinxveld wordt geschreven.
In Duitsland wordt een toevoeging bij een naam die een stadsdeel of een wijk kenmerkt met een koppelteken geschreven, dus: Münster-Albachten, Köln-Ehrenfeld en Halle-Neustadt (stadsdeel Neustadt), maar Berlin Hbf, Osnabrück Altstadt (geen stadsdeel) en Köln West. Een koppelteken wordt ook geschreven als het station verschillende plaatsen dient, bijvoorbeeld Bockum-Hövel.
In Frankrijk wordt het koppelteken gebruikt voor alle toevoegingen, zoals Paris-Nord. In een groot aantal Franse plaatsnamen zit één of meerdere koppeltekens, die blijven in de stationsnaam gehandhaafd blijven, zoals Saint-André-le-Gaz. Wanneer een station twee plaatsen dient, zet men een spatie voor en na het koppelteken, bijvoorbeeld Durtol - Nohanent. Dit geeft duidelijkheid wanneer een station van twee plaatsen een plaatsnaam bevat waar al koppeltekens in staan, zoals Romans - Bourg-de-Péage.

### Centraal

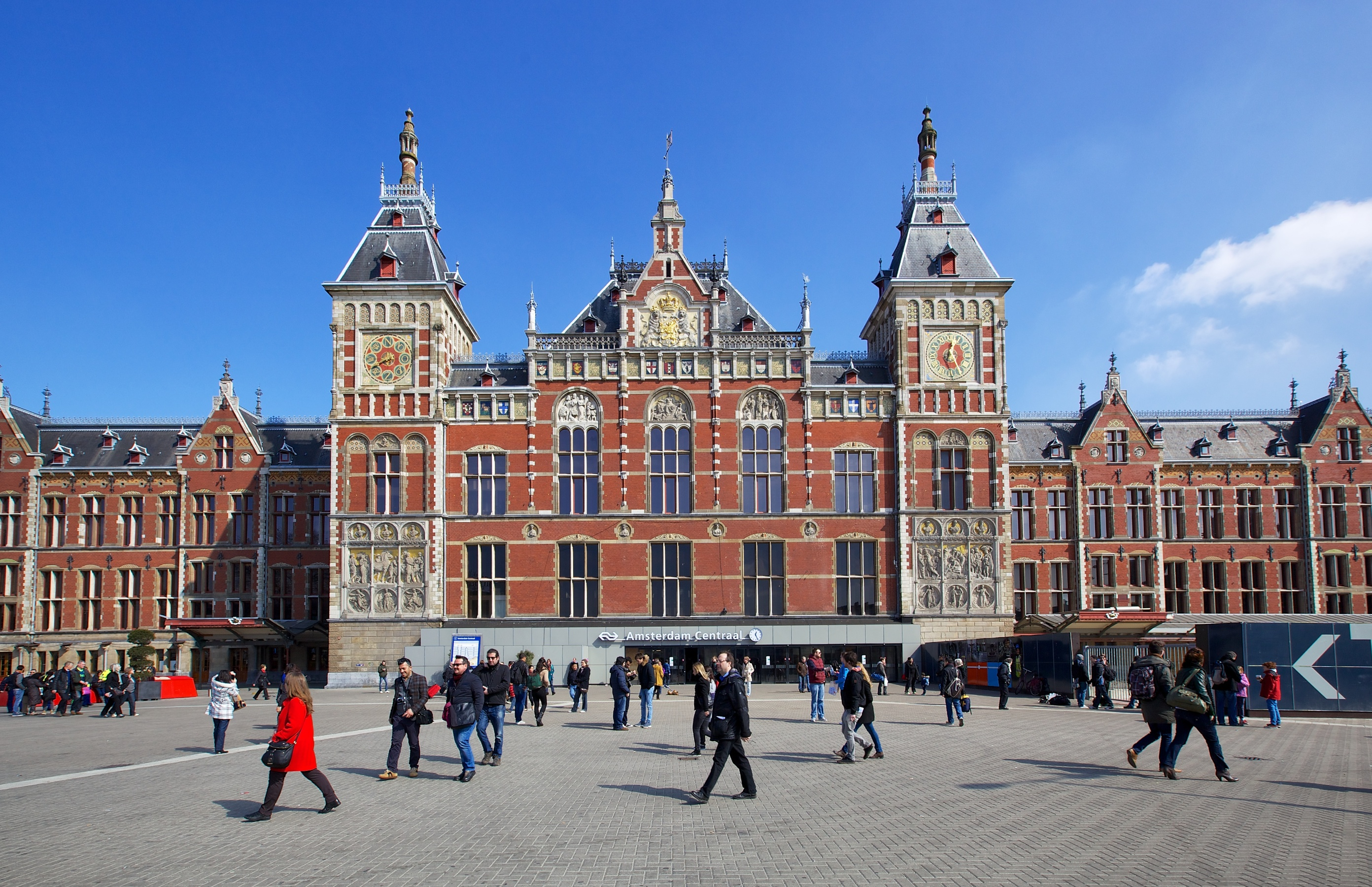
Station Amsterdam Centraal

In Nederland hebben acht steden een station met de aanduiding Centraal Station: Amersfoort, Amsterdam, Arnhem, Den Haag, Eindhoven, Leiden, Rotterdam en Utrecht. Daarnaast zijn er zeven stations met de aanduiding Centrum: Almere, Barneveld, Ede, Kerkrade, Lelystad, Schiedam en Veenendaal. Voor mei 2000 werd een Centraal Station aangeduid met CS (bijvoorbeeld Amsterdam CS). Als een stad meer dan 100.000 inwoners heeft en het station meer dan 40.000 reizigers per dag trekt en er zijn twee of meer andere stations in de gemeente kan een station de toevoeging Centraal krijgen.
In België kent men de stations Antwerpen-Centraal, Brussel-Centraal, Charleroi-Centraal en Verviers-Centraal (gespeld met een koppelteken ertussen).

### Stationscode
De verschillende landen hebben verschillende coderingssystemen om de stations eenduidig en bondig in hun informatiesystemen aan te duiden.
In België bestaat traditioneel de telegrafische code van Belgische spoorwegstations.
In Europa gebruikt het Spoorwegbureau van de Europese Unie (ERA) de Primary Location Code, onder andere in de TSI TAF/TAP.

## Stationsgebouw
In spreektaal bedoelt men met het woord "station" vaak alleen het stationsgebouw en dus niet de overige infrastructuur (sporen, seinen, seingeversposten, wissels, goederenloodsen enz.). Een stationsgebouw is een gebouw dat speciaal bedoeld is voor het bedienen van treinreizigers. In het stationsgebouw bevinden zich vaak loketten en kaartautomaten van de spoorwegmaatschappij, een wachtruimte, horecavoorzieningen en winkels.

## Stationsarchitectuur

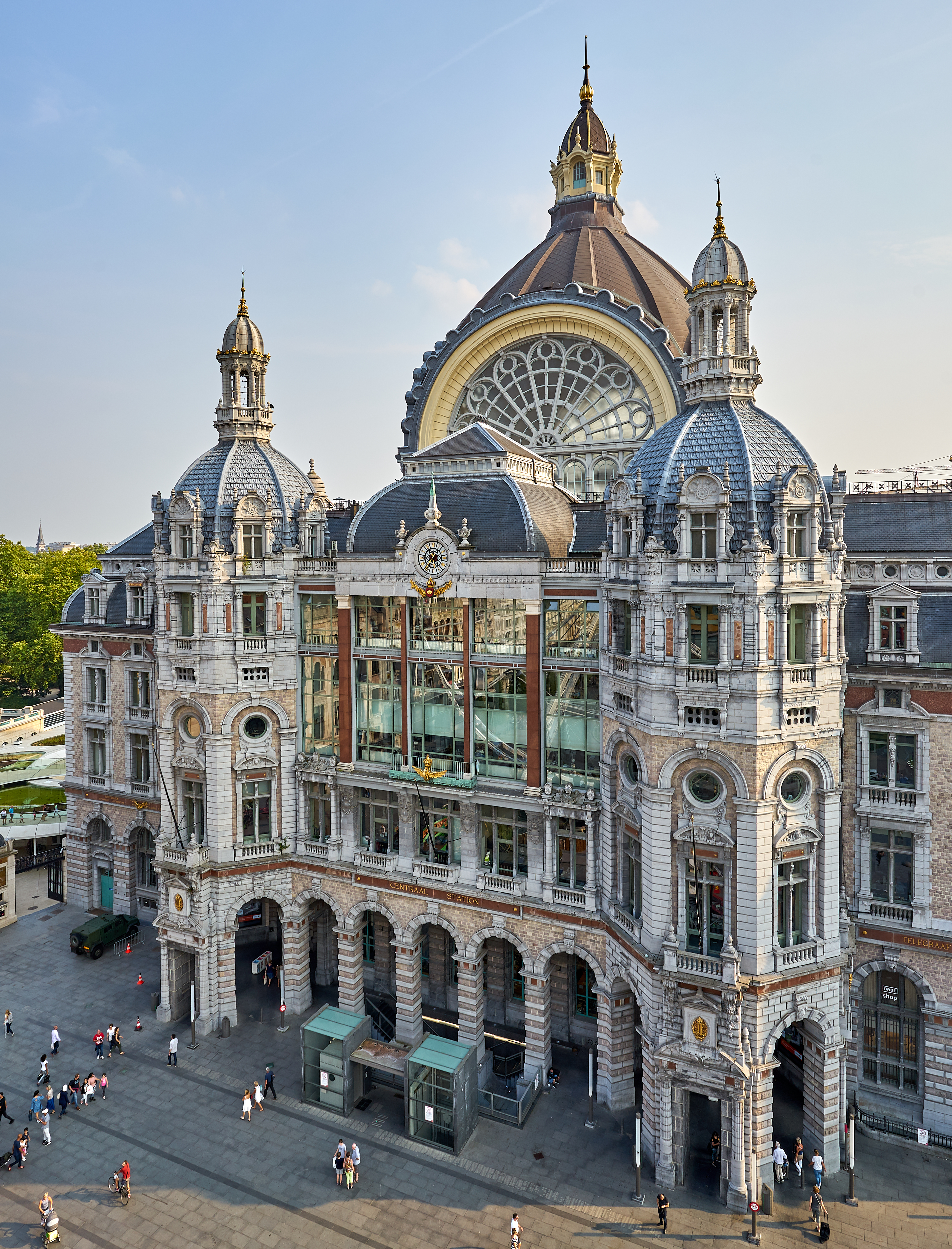
Station Antwerpen-Centraal

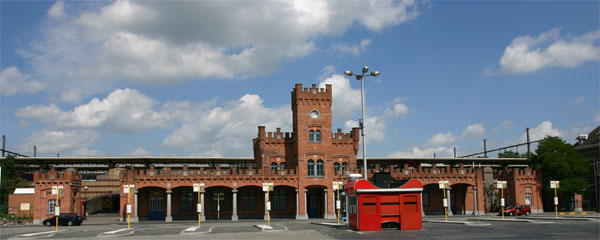
Station Aalst met frietkraam

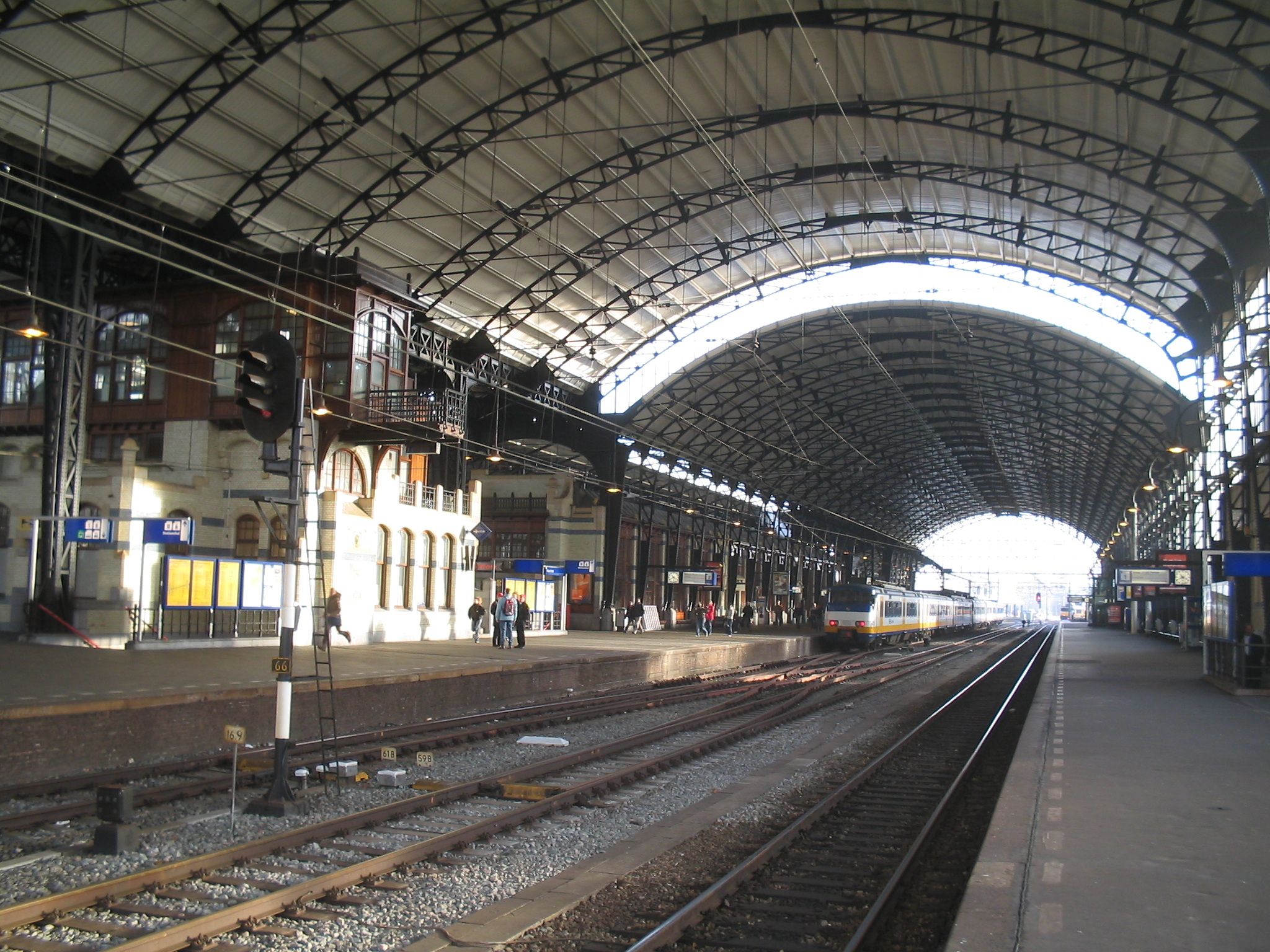
De monumentale stationskap te Haarlem

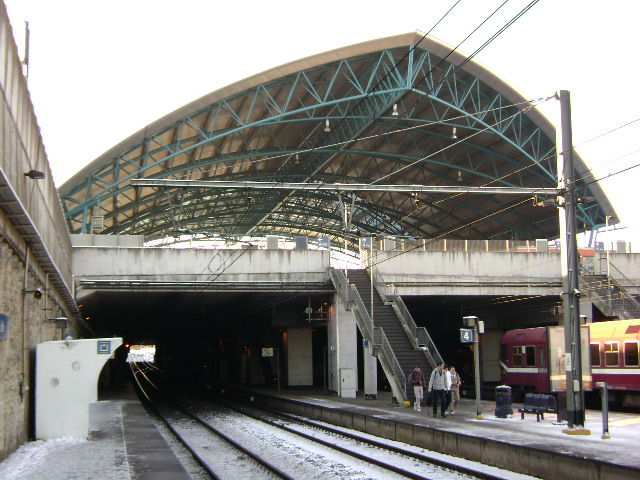
Station Halle

De architectuur van de stations heeft altijd grote aandacht gekregen en sommige stations zijn dan ook ware paleizen. Ook tegenwoordig wordt veel aandacht aan de vormgeving van stations besteed. Het nieuwe station Luik-Guillemins heeft een spectaculaire spooroverkapping naar het ontwerp van de Spaanse architect Santiago Calatrava. Een voorbeeld in Nederland is het moderne station te Leiden. Het meest monumentale oude station in België is zeker het station Antwerpen-Centraal. Het opende in 1905 en is bekend omwille van de grootse eclectische architectuur. Zeer grote stations worden vaak "spoorwegkathedralen" genoemd. Opgemerkt wordt dat grote stations met kathedralen, tot de komst van de moderne hoogbouw, ook meestal de grootste bouwwerken in steden waren.

### Geschiedenis
De eerste stationsgebouwen waren eenvoudige gebouwtjes: de vervoersstromen waren aanvankelijk bescheiden. Met de toename van de populariteit van het railvervoer namen stations niet alleen in omvang toe, maar werd de architectuur ervan ook een zelfstandig onderwerp. Voor de vormgeving werd aansluiting gezocht bij stromingen die voor publieke gebouwen in de betreffende periode gebruikelijk waren, zoals het neoclassicisme. In veel gevallen werd hier vrijelijk op gevarieerd.
Met name in Europese hoofdsteden, waar diverse spoorwegmaatschappijen hun belangrijkste stations hadden, werden stations gebouwd waarmee de betreffende maatschappij door omvang, vormgeving en detaillering een solide aanzien trachtte te verwerven: het station fungeerde als 'visitekaartje' van de spoorwegmaatschappij. Voor het stationsgebouw zelf werden meestal traditionele bouwmethoden gebruikt, doch de overkappingen (de train hall) waren soms staaltjes van bouwkundige techniek. (Het was gebruikelijk dat het gebouw het "domein" van een architect was, terwijl de overkapping aan een ingenieur werd overgelaten.)

### Spoorwegkathedralen: grote stations uit de 19e eeuw
Aanvankelijk werden het stationsgebouw en de overkapping architectonisch van elkaar gescheiden behandeld. Het stationsgebouw fungeerde als blikvanger, waar de stationskap achter verscholen ging. De functie van een station als exponent van het moderne railvervoer werd als het ware gecompenseerd door het teruggrijpen op klassieke "machtsarchitectuur". Deze functie werd soms tot op het voorplein voortgezet: het (vorige) station Euston in Londen had een Dorische toegangspoort die later een zodanige hindernis bleek te vormen voor het verkeer dat bij de bouw van het nieuwe station in de jaren zestig van de 20e eeuw tot sloop van het 19e-eeuwse station werd besloten. In Nederland werden tussen 1840 en 1860 in deze stijl diverse monumentale treinstations gebouwd die geen lang leven beschoren waren vanwege veranderende eisen. Zo werd het Amsterdamse station Willemspoort, in classicistische stijl gebouwd, na 36 jaar dienst in 1878 alweer gesloopt om plaats te maken voor een groter station. Iets soortgelijks gebeurde met het Rotterdamse station Delftse Poort, kortweg DP, de voorloper van het huidige Centraal station. Station Delftse Poort werd in 1858 gebouwd als neogotisch kopstation, ter vervanging van een tijdelijk station; toen in 1877 begonnen werd tot het doortrekken van de Oude Lijn naar Dordrecht en Antwerpen moest het wegens zijn ligging gesloopt worden, waarna een nieuw station ten noordwesten van het oude werd gebouwd in een aanzienlijk bescheidener stijl.
Het camoufleren van een grote overkapping leidde tot grote bouwvolumes, die onder meer werden gebruikt voor stationshotels en kantoorruimte voor de betreffende spoorwegmaatschappij. (In die tijd was er vaak sprake van een veelheid aan spoorwegmaatschappijen, die ieder een aparte lijn exploiteerden, meestal vanuit de hoofdstad van het betreffende land.)
Geleidelijk werd de overkapping meer zichtbaar in het vooraanzicht van het stationsgebouw zelf: de (meestal) halfronde vorm van de overkapping(en) was van de buitenzijde af te zien. Dit werd gecombineerd met een vaak zeer hoge centrale hal. Bij kopstations was de hal, en de gevel daarvan, min of meer een voortzetting van de stationshal(len). Een vroeg voorbeeld hiervan is het Londense King's Cross station uit (oorspronkelijk) 1852.
Bij doorgangsstations werd de gevel vaak gebruikt om de stationshal van voldoende licht te voorzien. De stationshal, alsmede de vaak aanwezige klokkentoren, bepaalde het aanzien van het station. Als voorbeeld kan het station van Luxemburg genoemd worden.
De stationsgebouwen waren vaak zeer fraai gedetailleerd met beeldhouwwerken en fresco's.
Deze ontwikkelingen waren niet beperkt tot Europa. Over de gehele wereld werden grote stations op min of meer vergelijkbare wijze ontworpen. In feite is dit te zien als een vroege versie van een grensoverschrijdende architectuur: de plaatselijke architectuur werd (tot op zekere hoogte) verdrongen.
In Nederland zijn diverse grotere stations in de "klassieke" stijl gebouwd, waarvan station Amsterdam Centraal het bekendste is. Ook het station van Groningen kan als voorbeeld gelden. Duidelijke Jugendstilelementen zijn te vinden in het in 1908 gebouwde station van Haarlem. Het station van Maastricht kan als typische representant van de "Hollandse baksteenstijl" gelden, met duidelijke verwijzingen naar de Beurs van Berlage.

#### Afbeeldingen

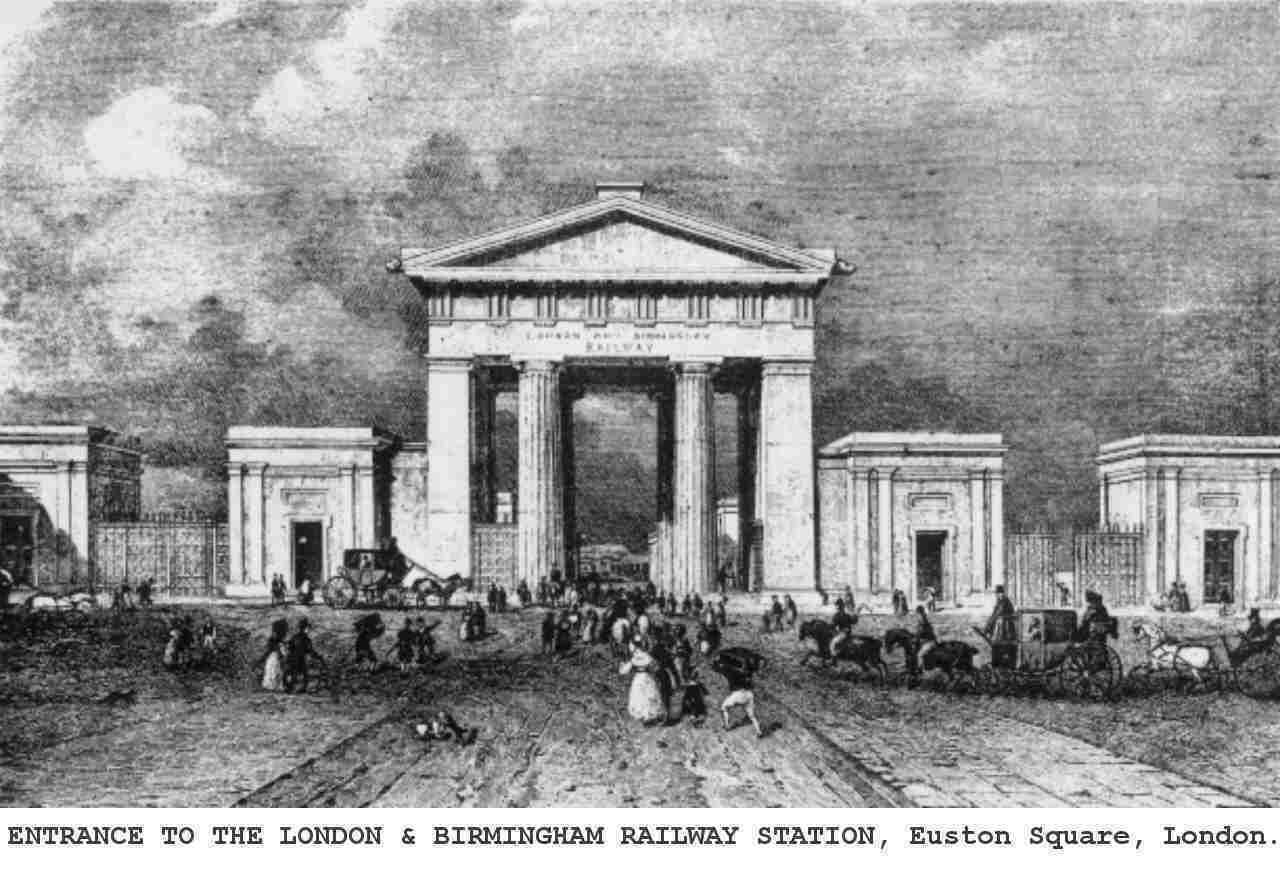
Dorische toegangspoort tot Station London Euston, 1851
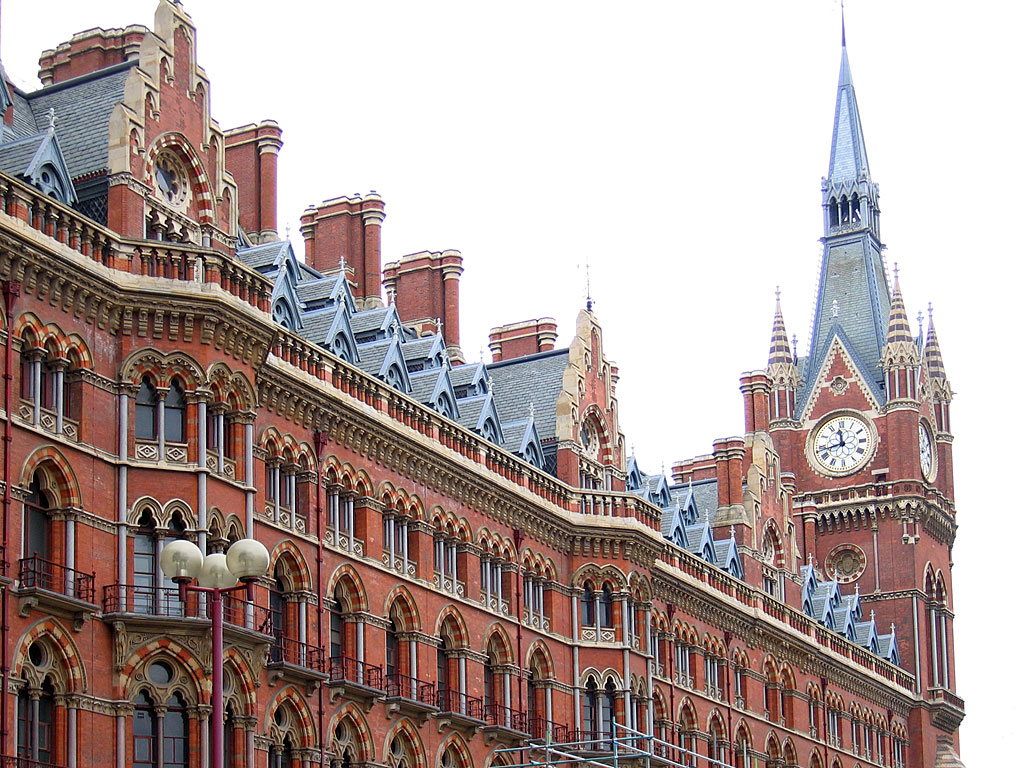
Midland Hotel, onderdeel van Station London St Pancras International, 1869
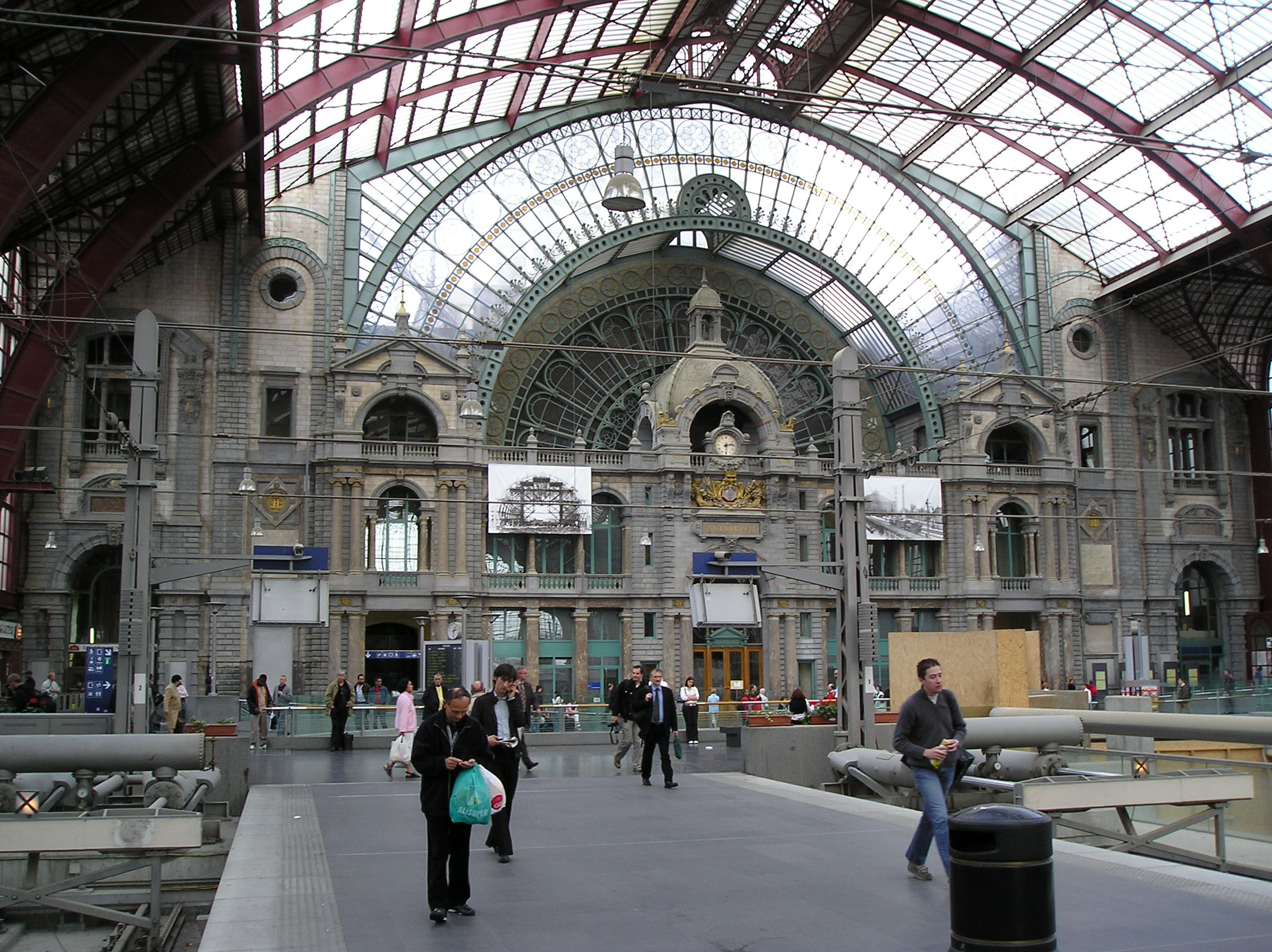
Antwerpen-Centraal
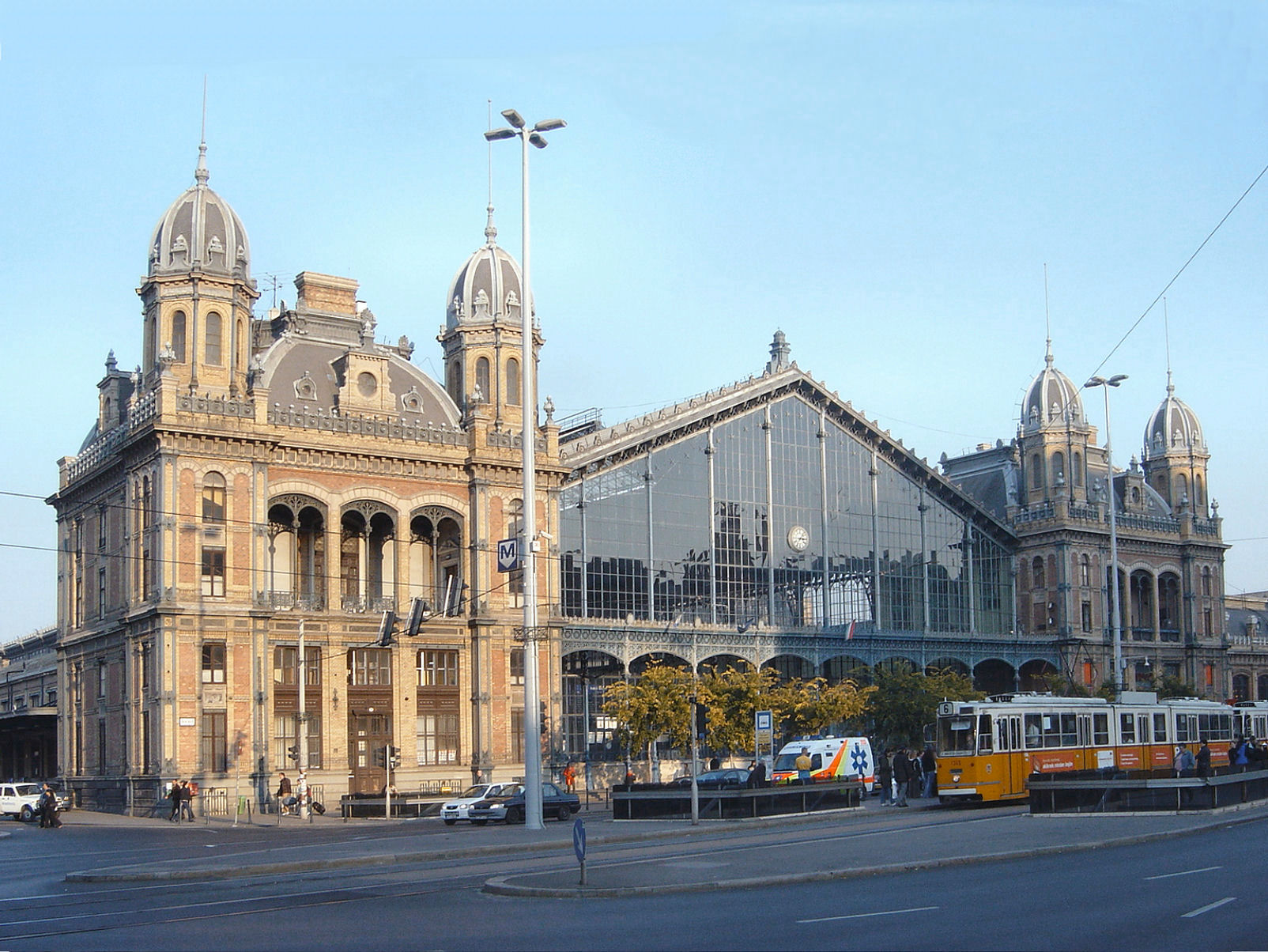
Station Budapest-Nyugati
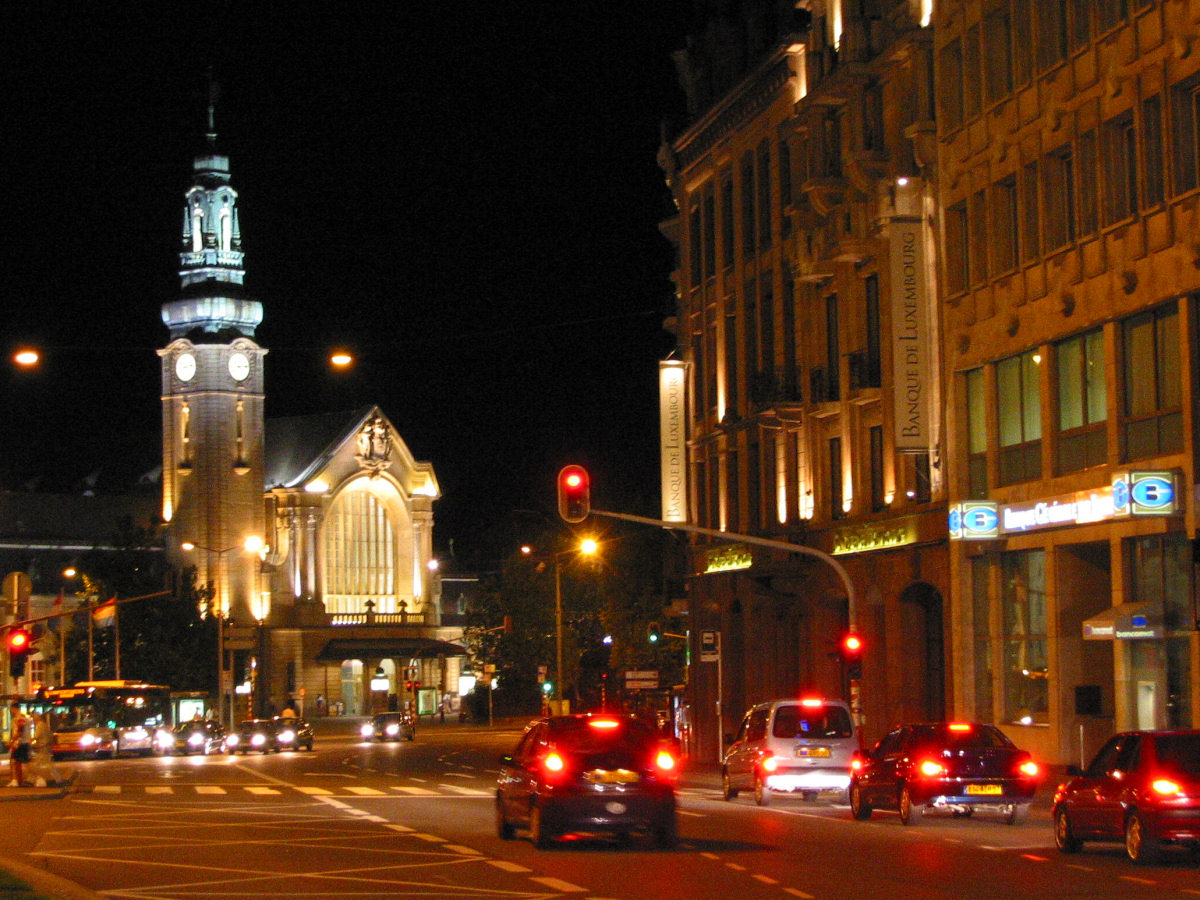
Station Luxemburg
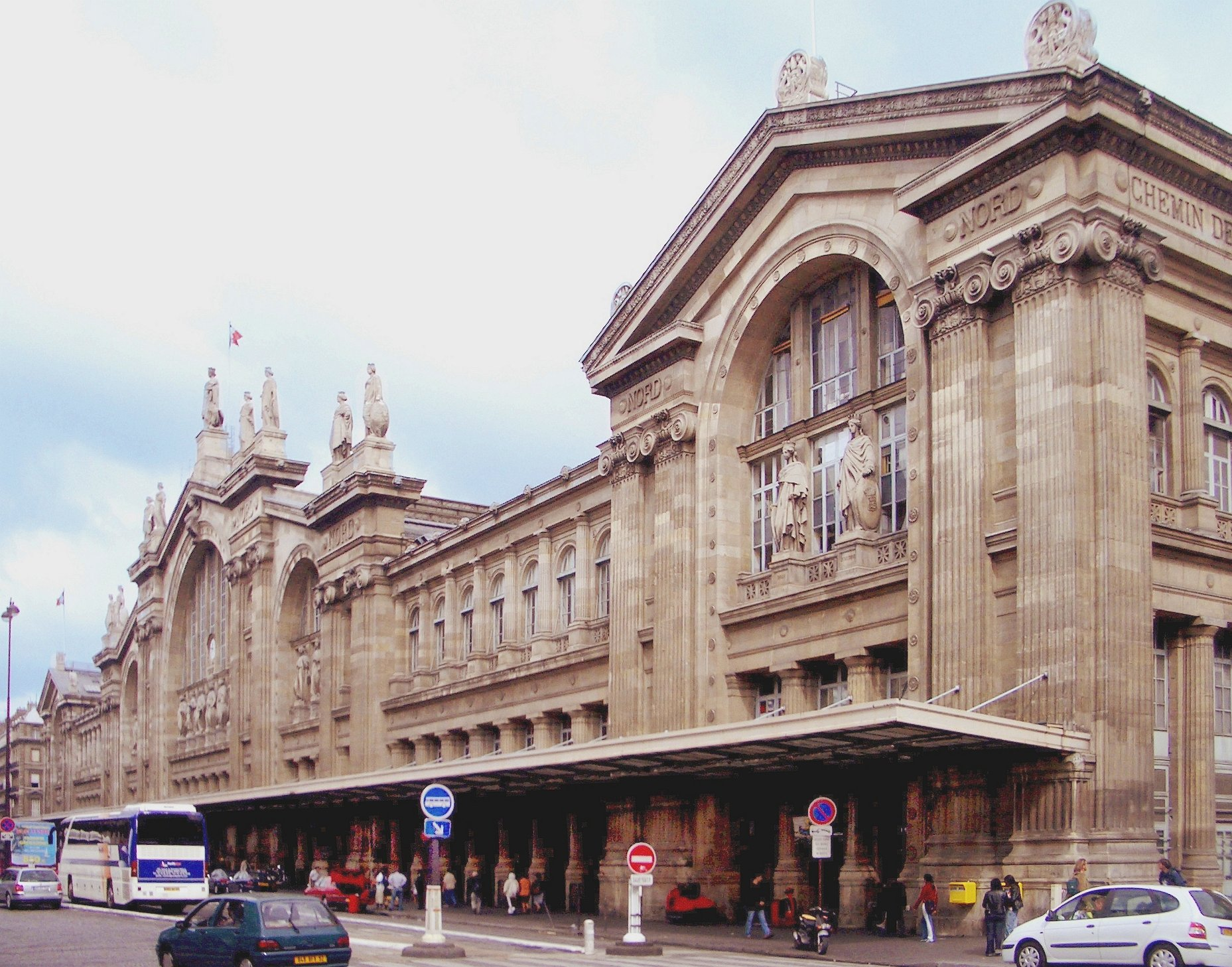
Gare du Nord, Parijs
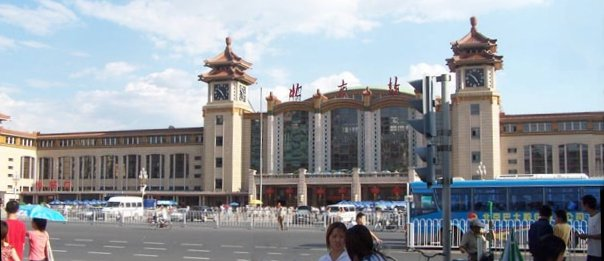
Station Peking, China
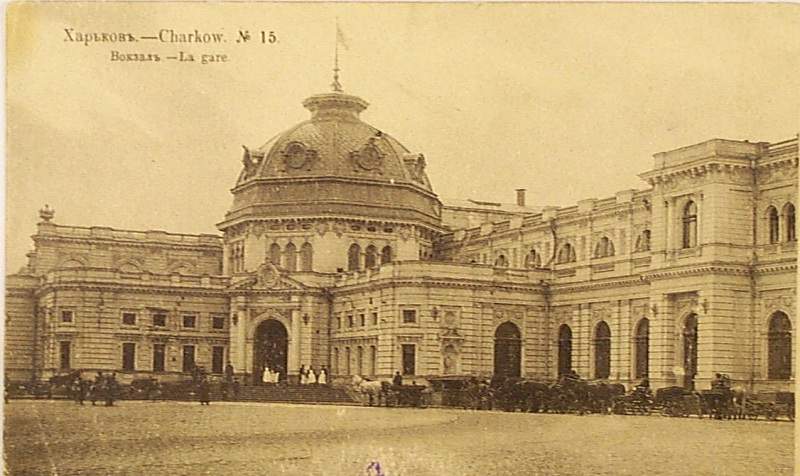
Station Charkiv, Oekraïne
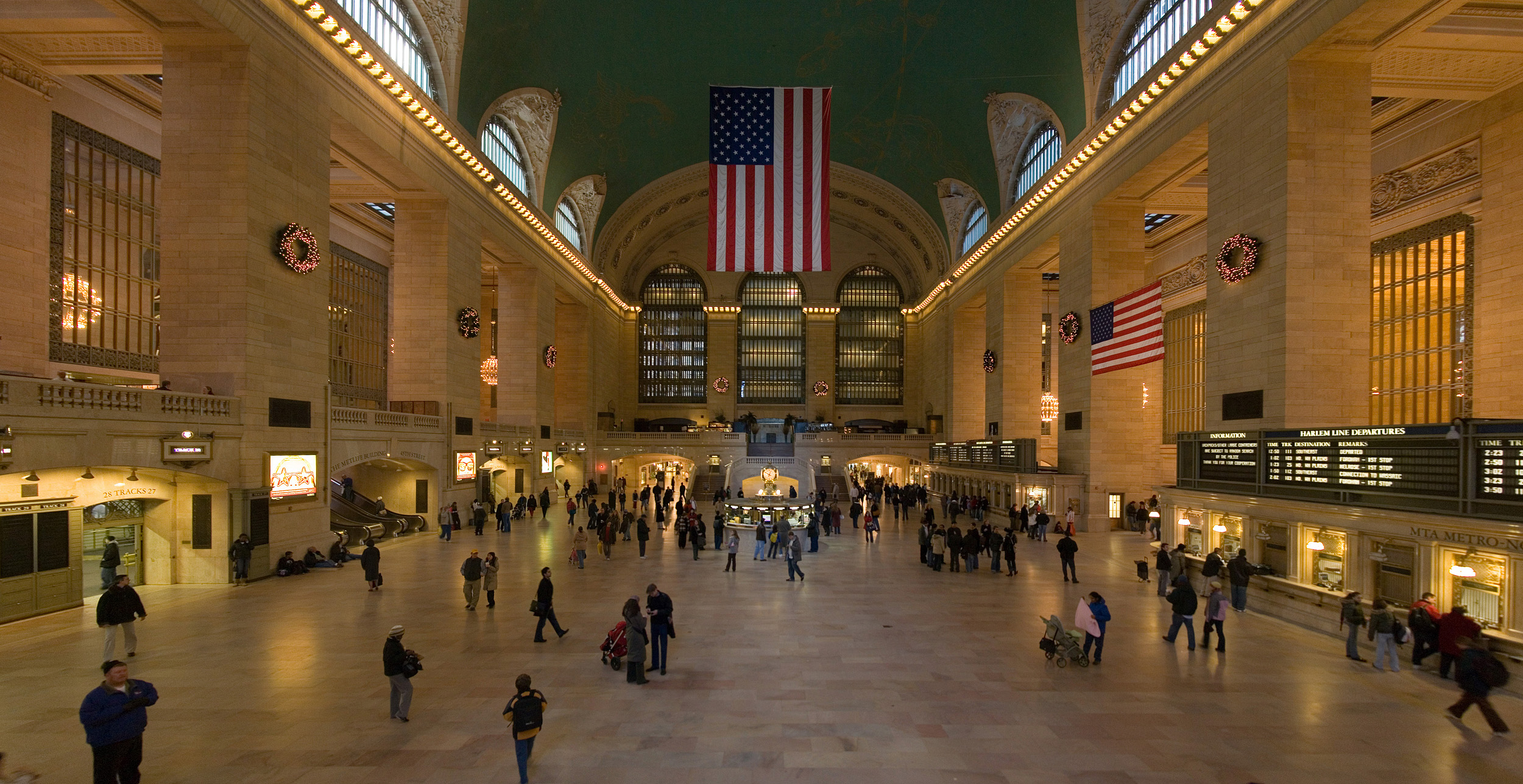
Station Grand Central Terminal, New York, VS
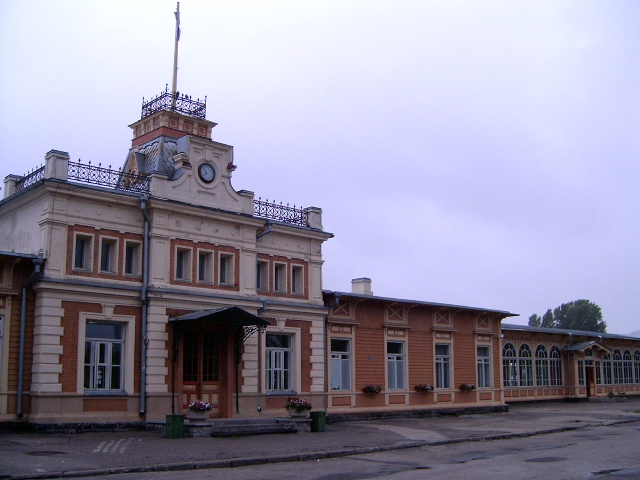
station van Haapsalu in Estland
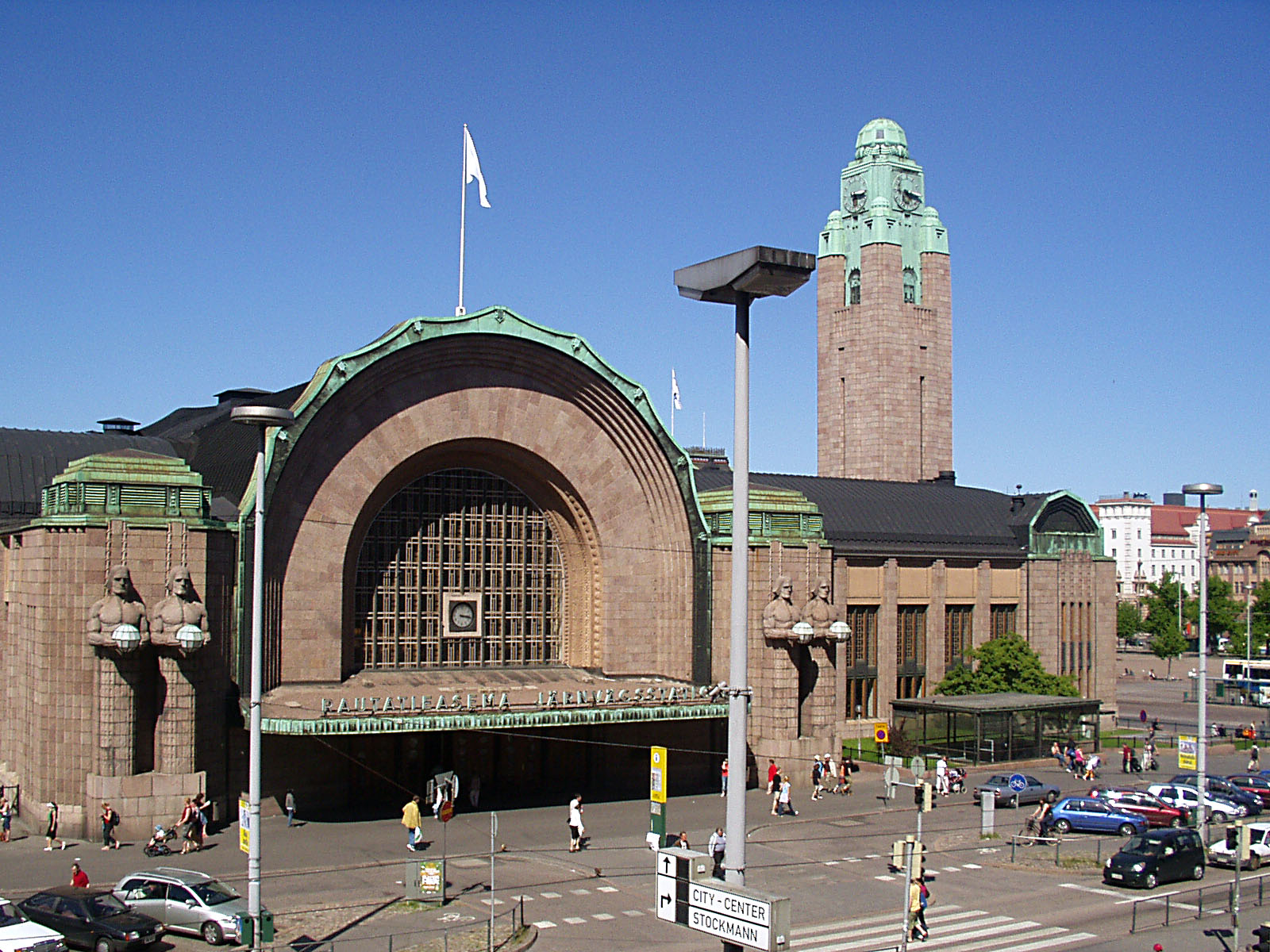
Centraal station van Helsinki in Helsinki, Finland
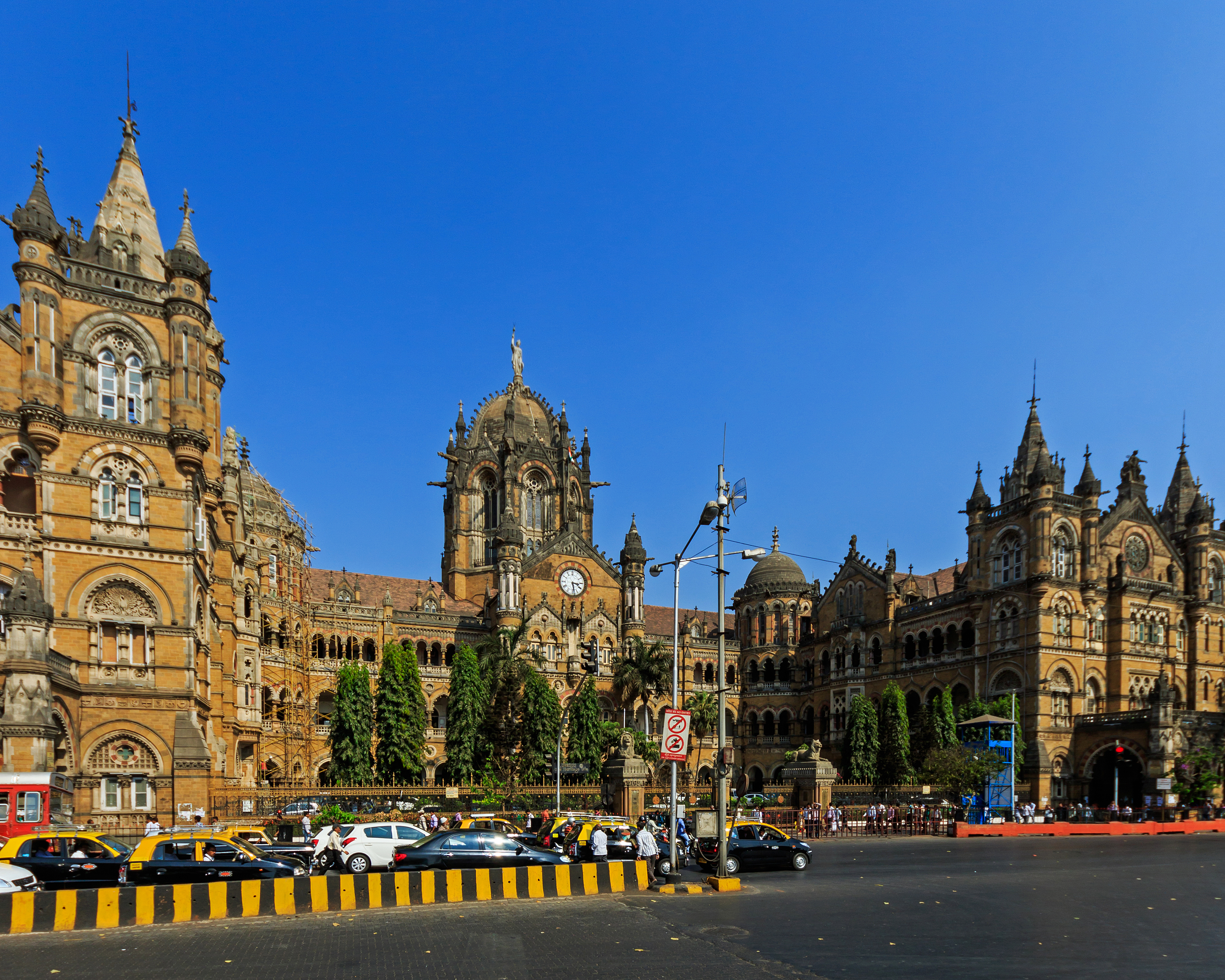
Chhatrapati Shivaji Terminus in Mumbai
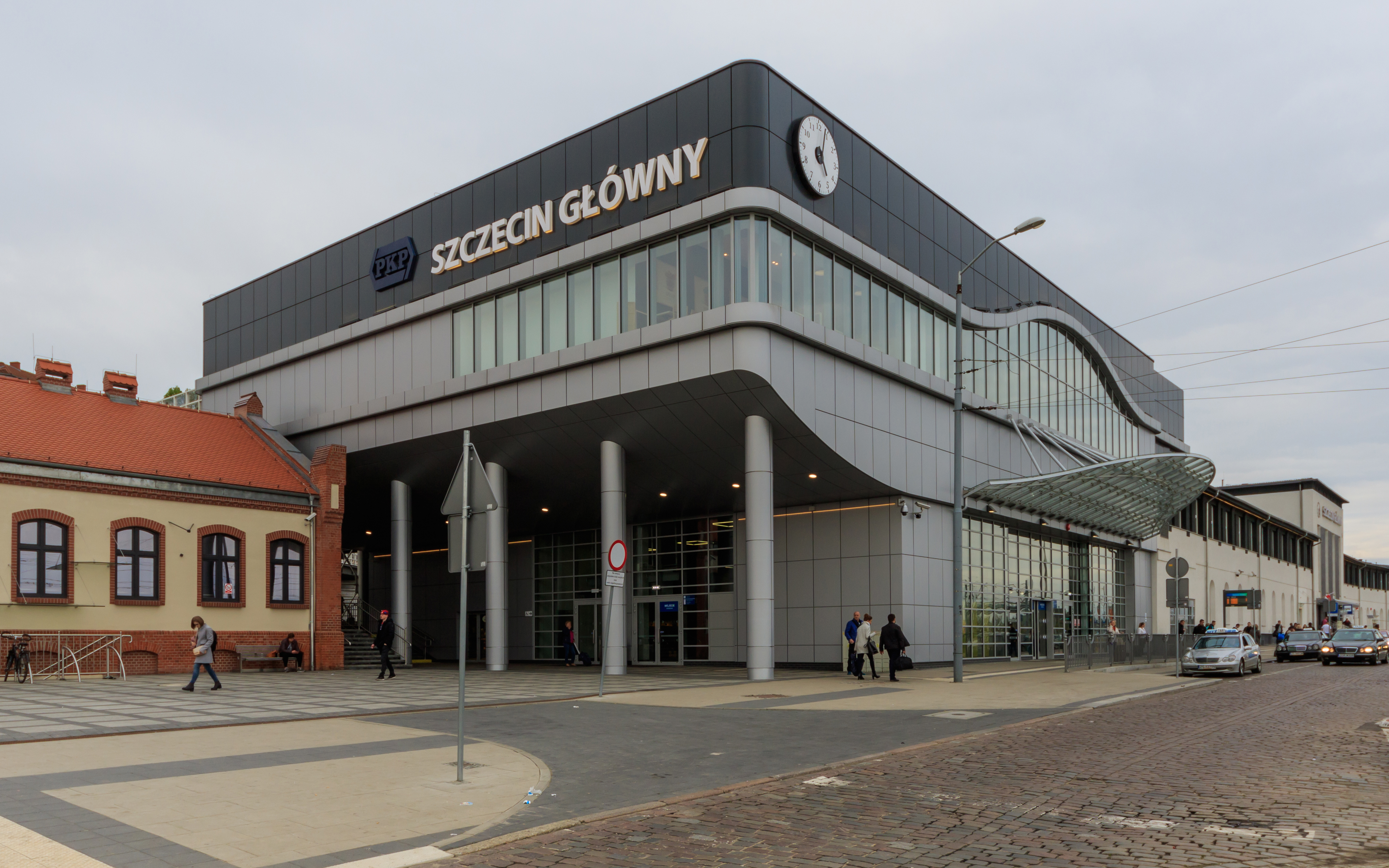
Szczecin Główny, Polen
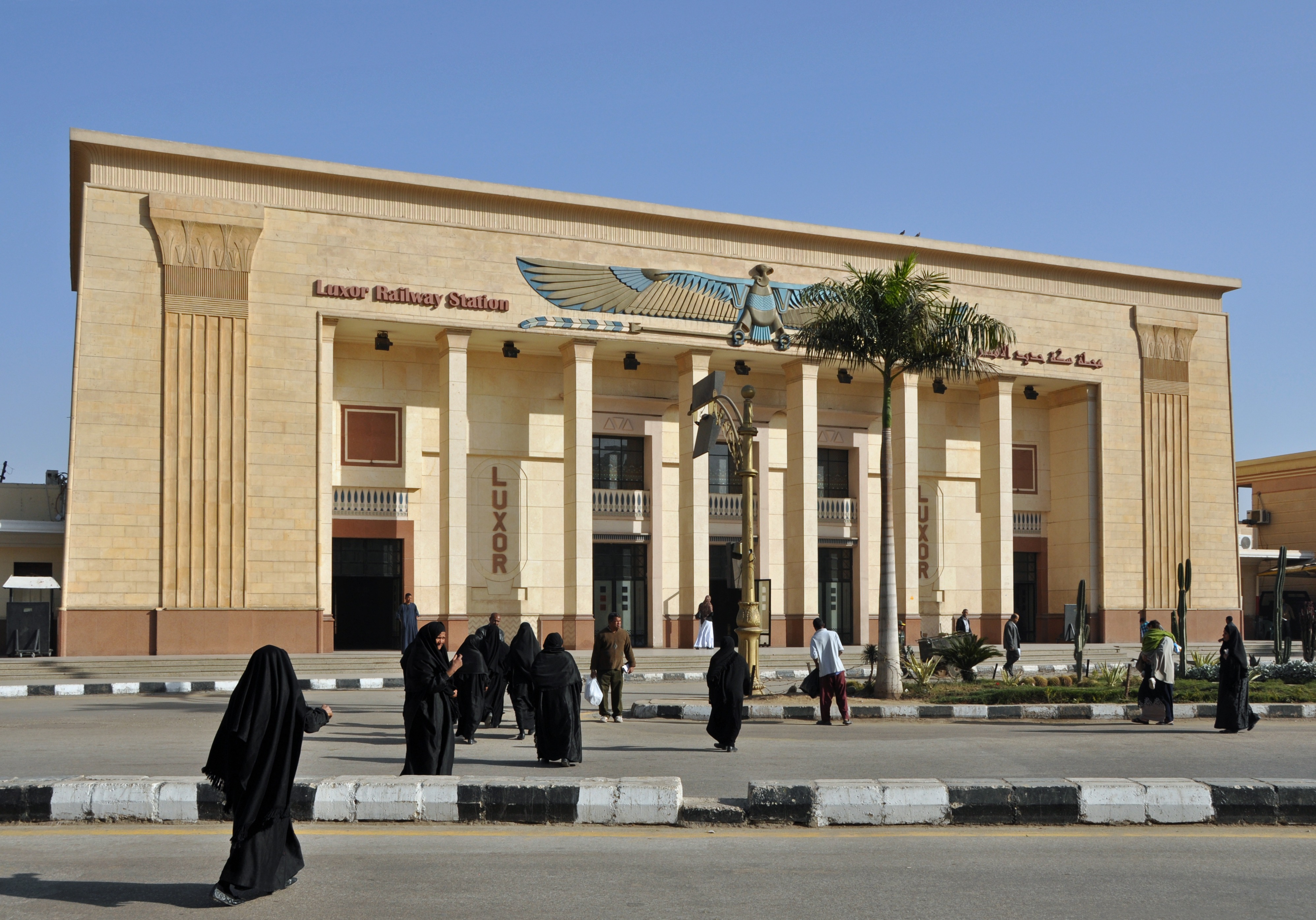
Het station van Luxor (Egypte), op de spoorlijn Caïro-Aswan
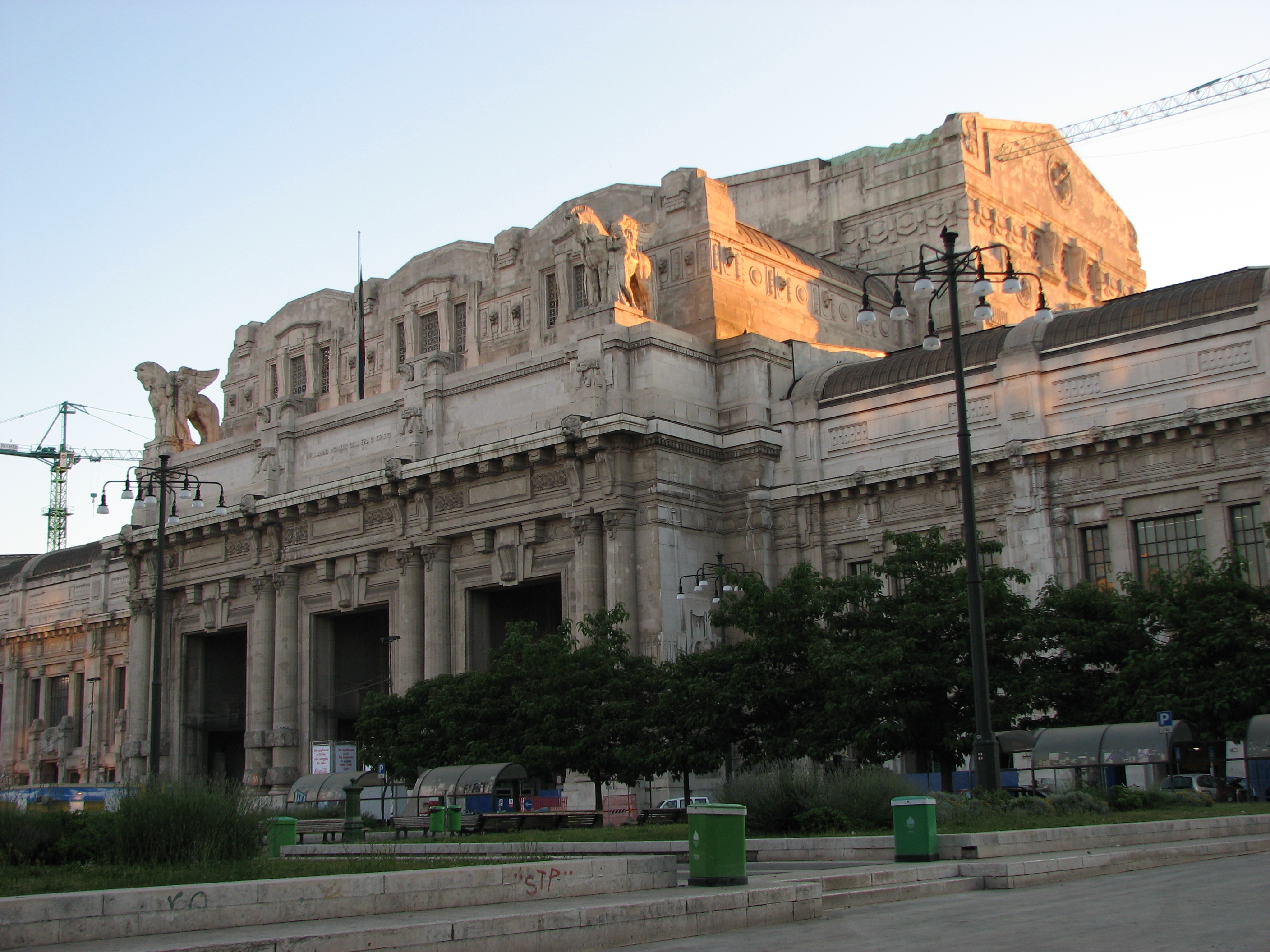
Station Milano Centrale, Italië
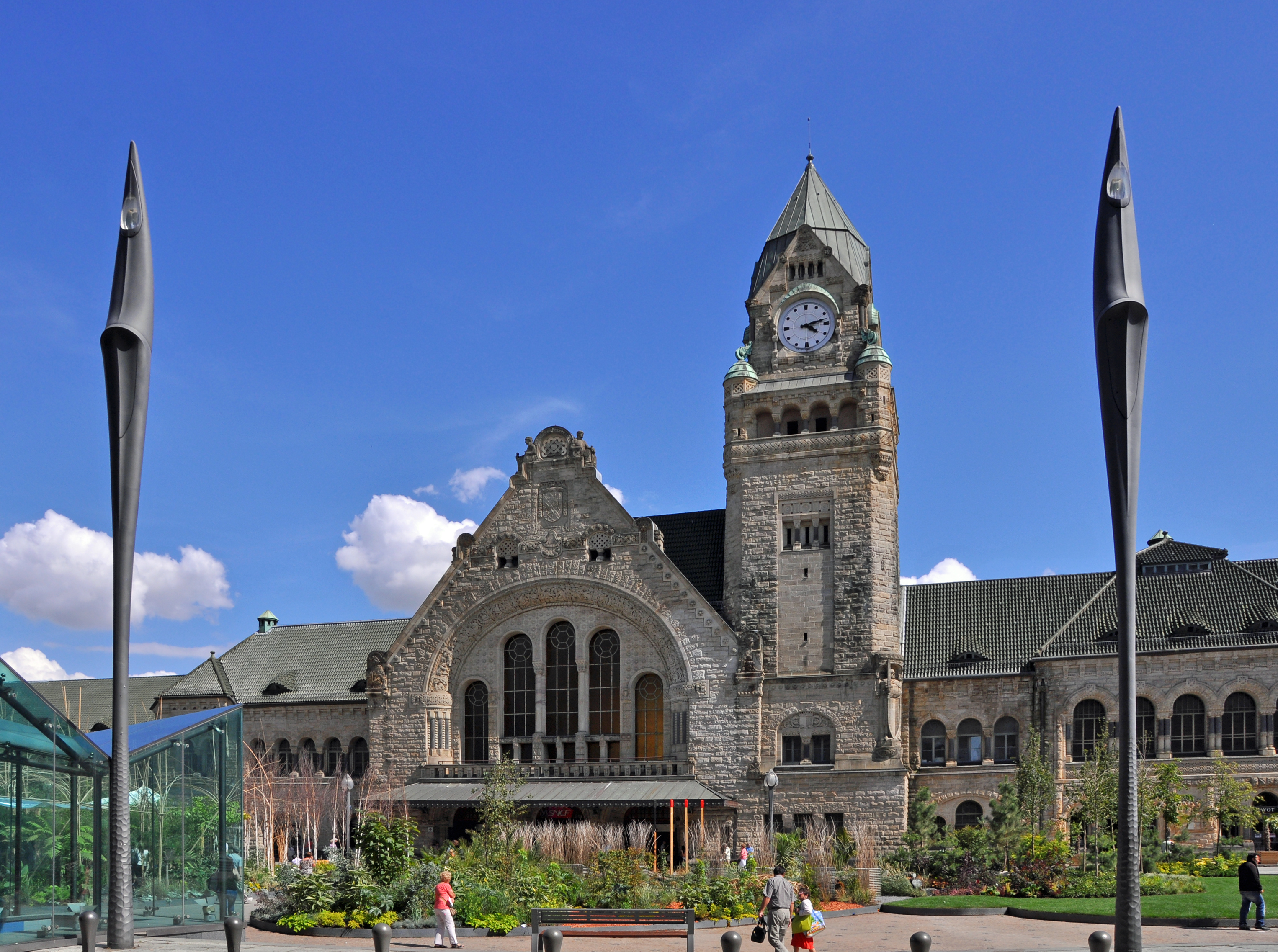
Station Metz-Ville, Frankrijk
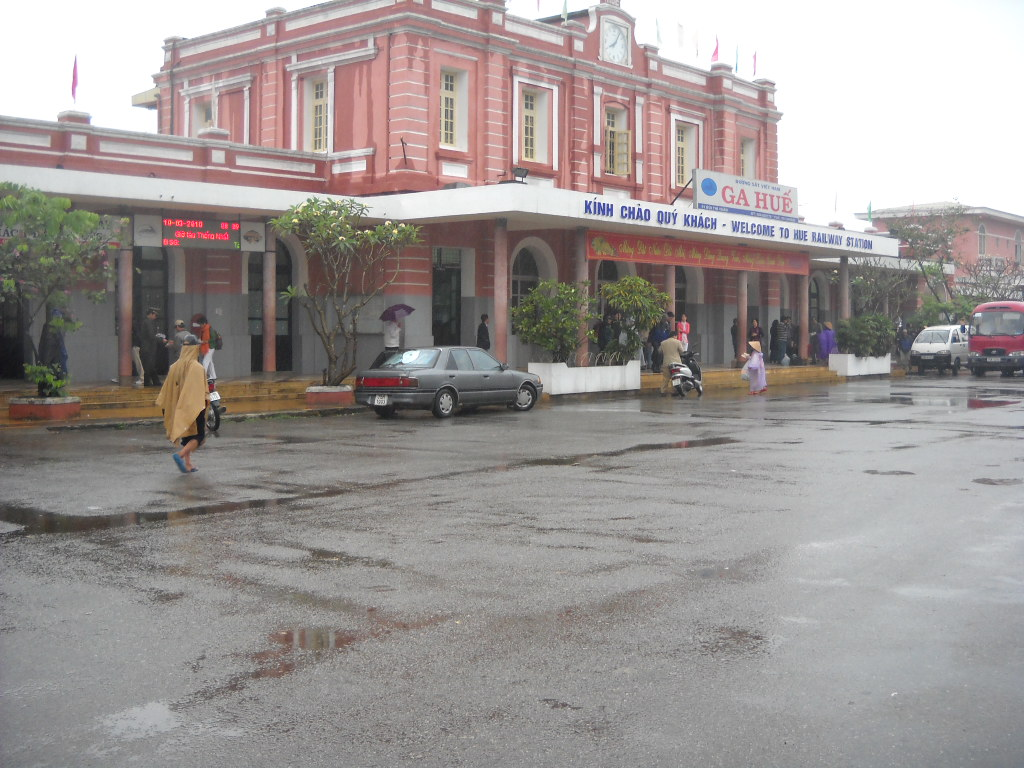
Station Huế, Vietnam
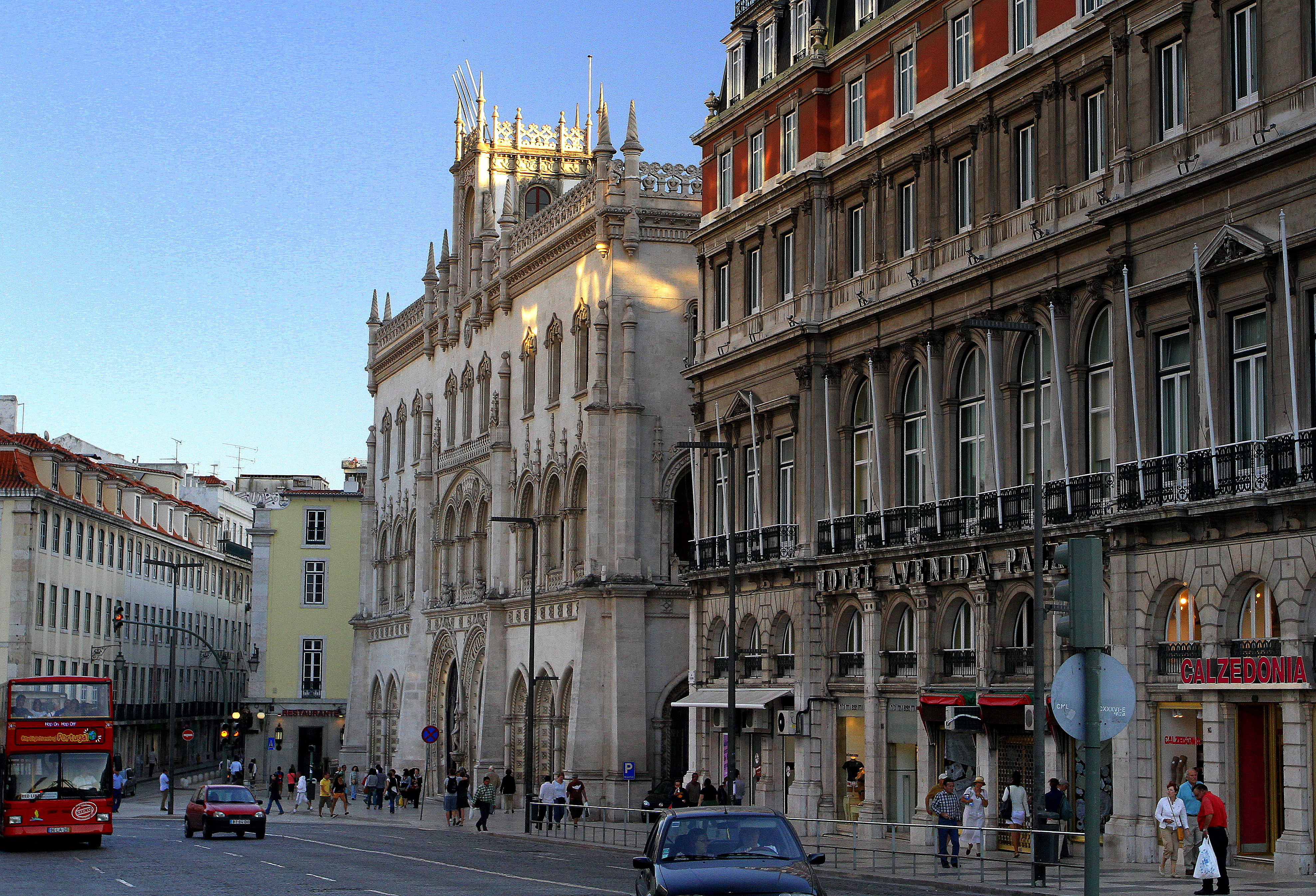
Station Rossio, Lissabon
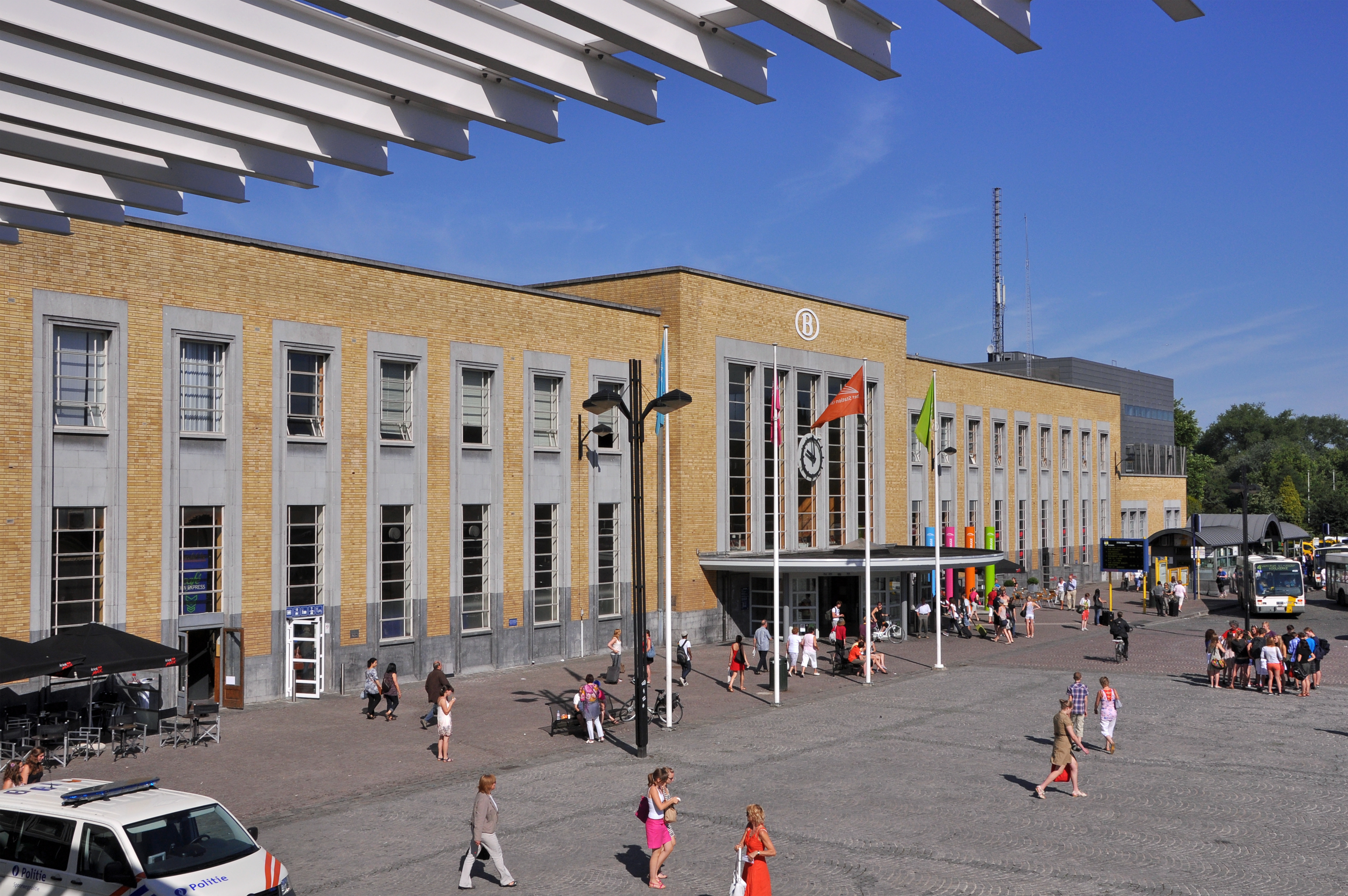
Het hoofdstation van Brugge, een voorbeeld van modern classicisme, 1938
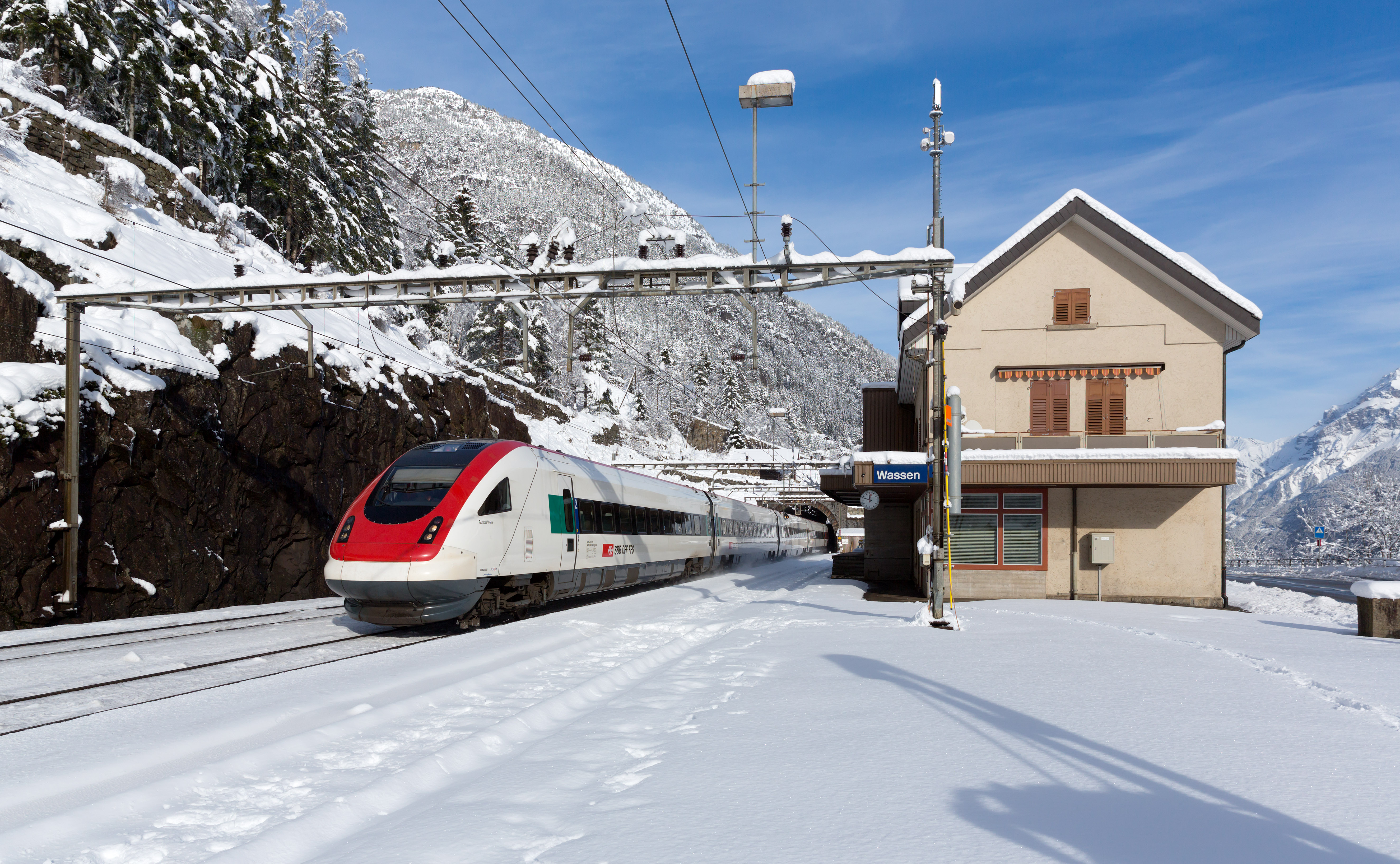
Het station van het Zwitserse Wassen (dicht sinds 2001)

## Geschiedenis Nederlandse stationsbouw vanaf 1945

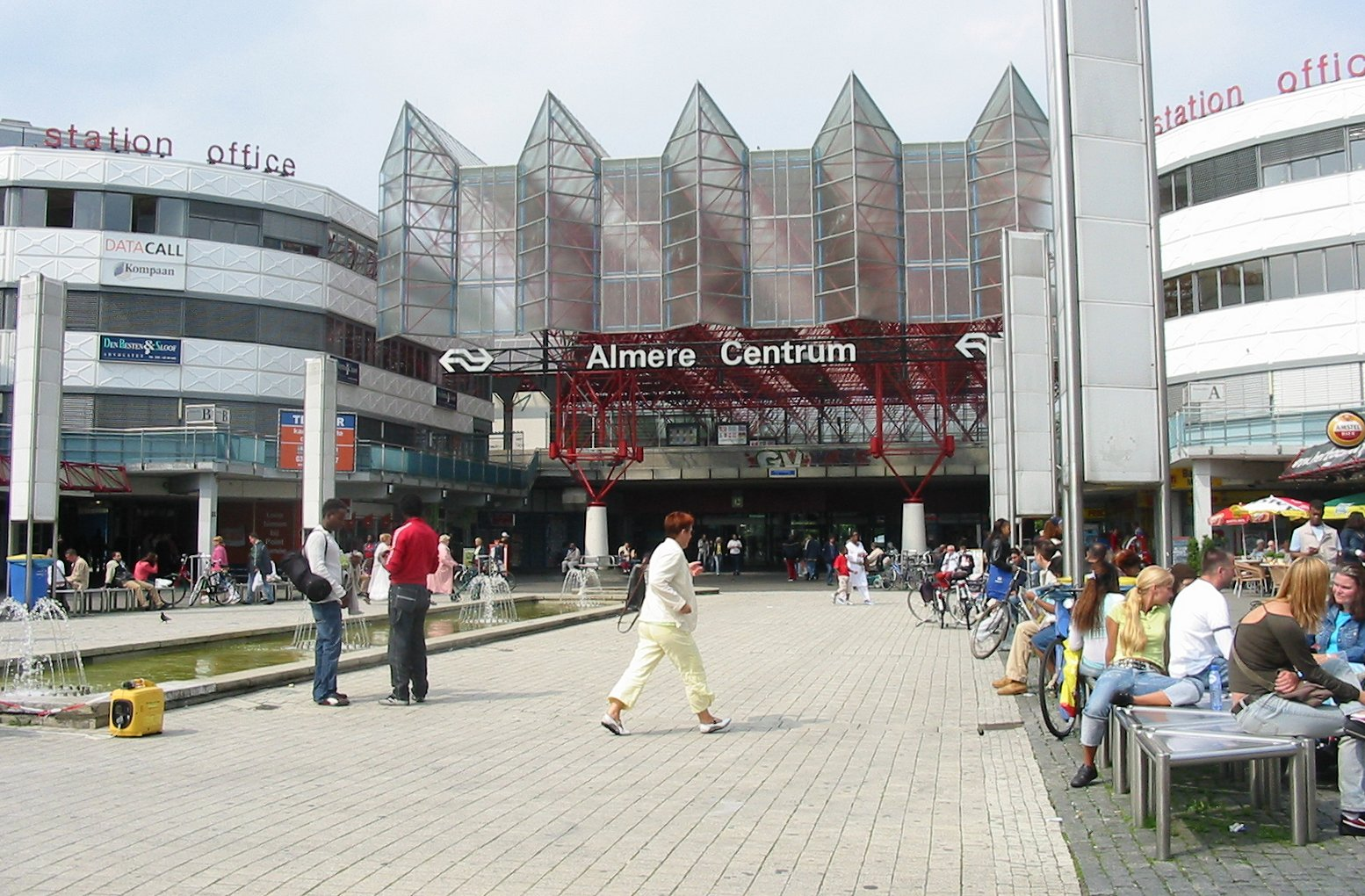
Station Almere Centrum

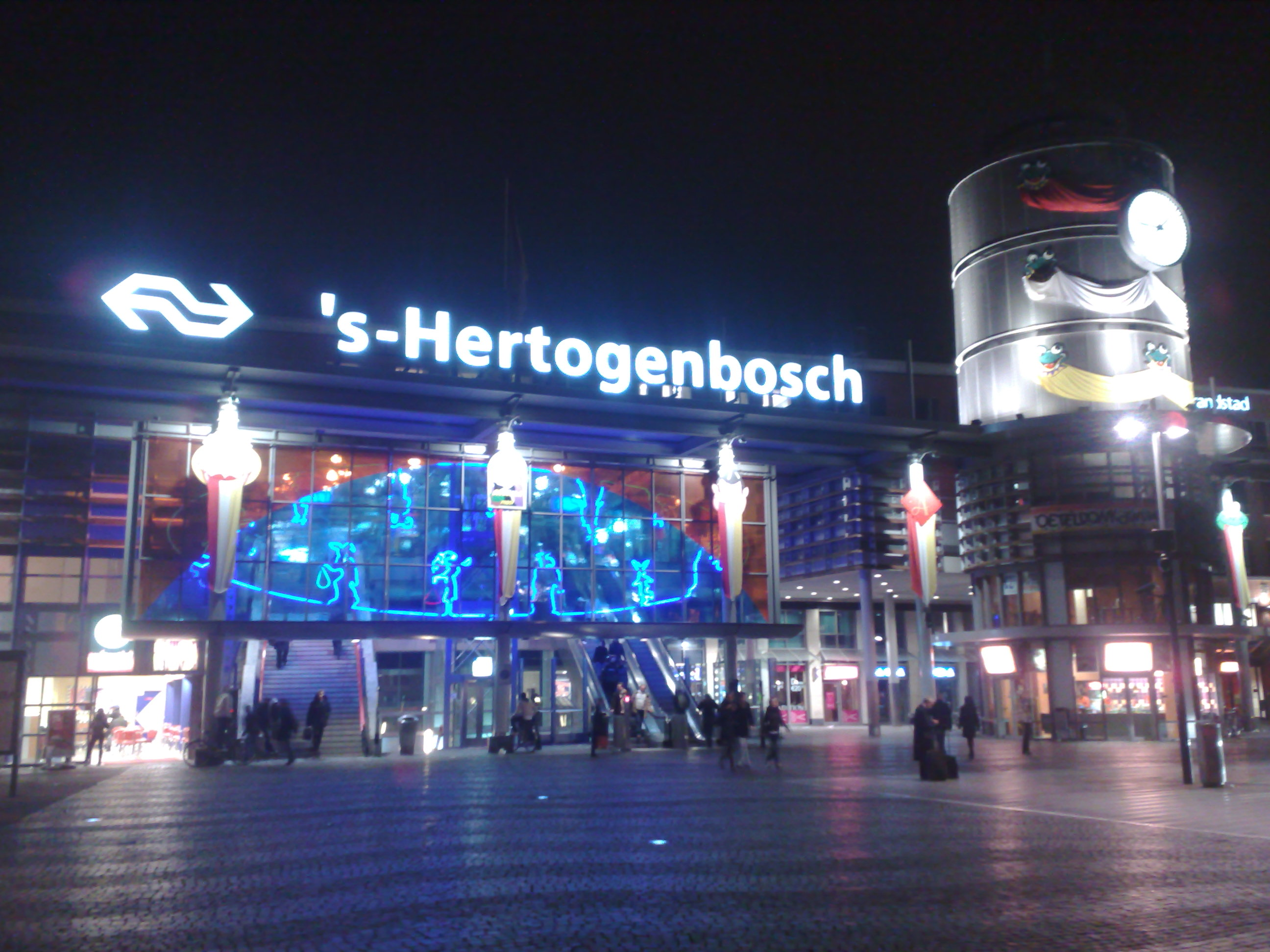
Station 's-Hertogenbosch

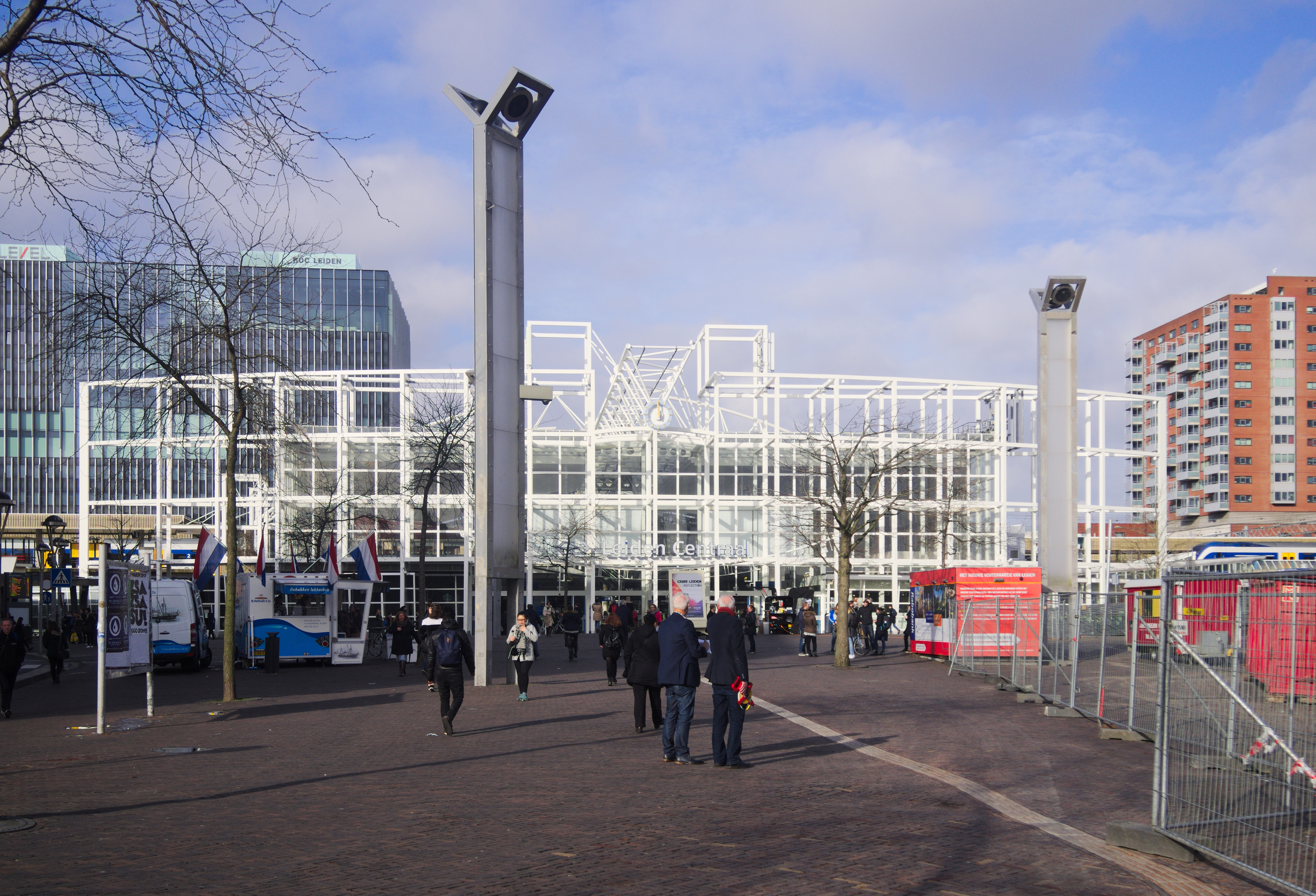
Station Leiden Centraal

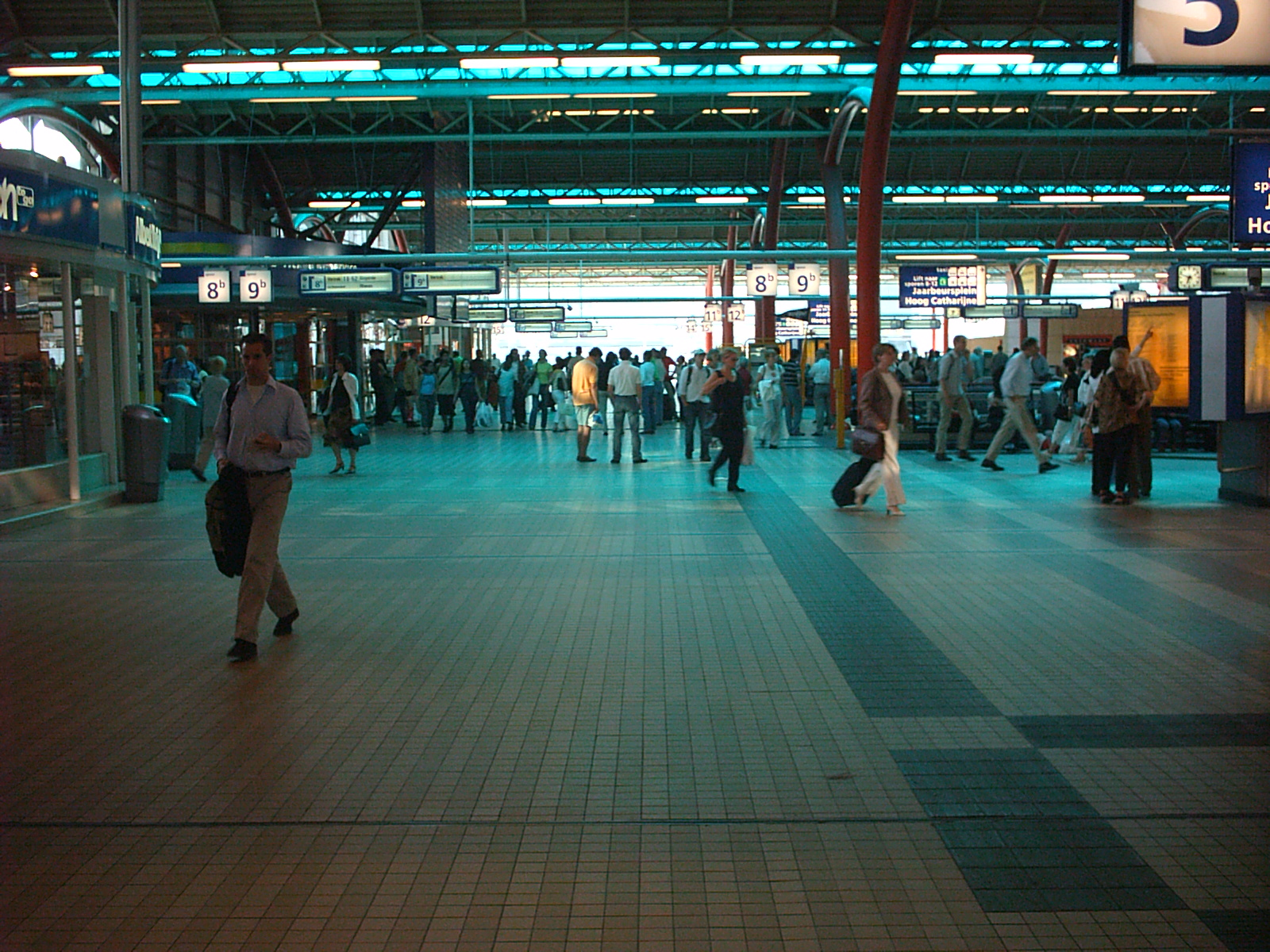
Stationshal Station Utrecht Centraal

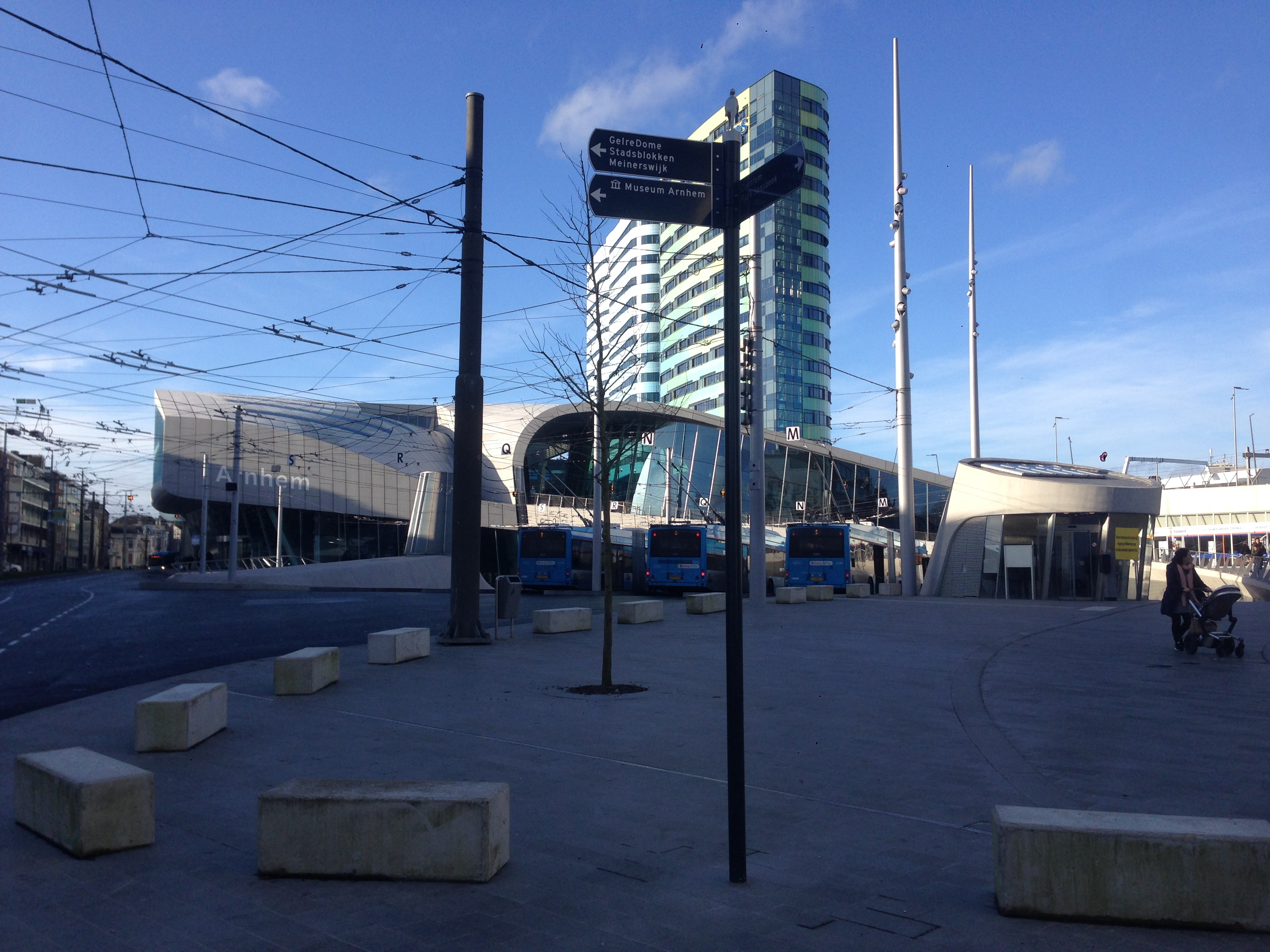
Station Arnhem Centraal

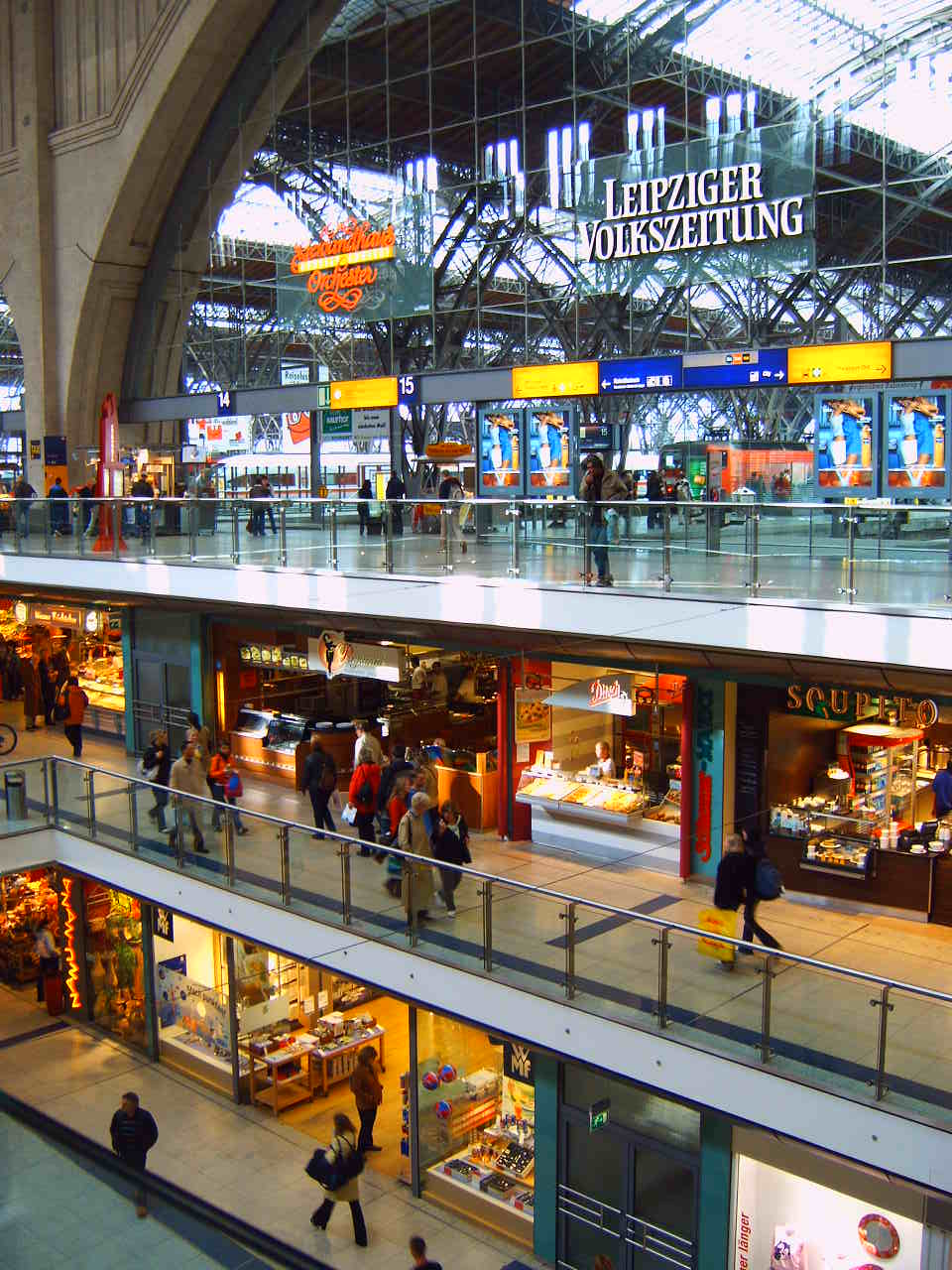
Winkelgalerij onder Leipzig Hbf

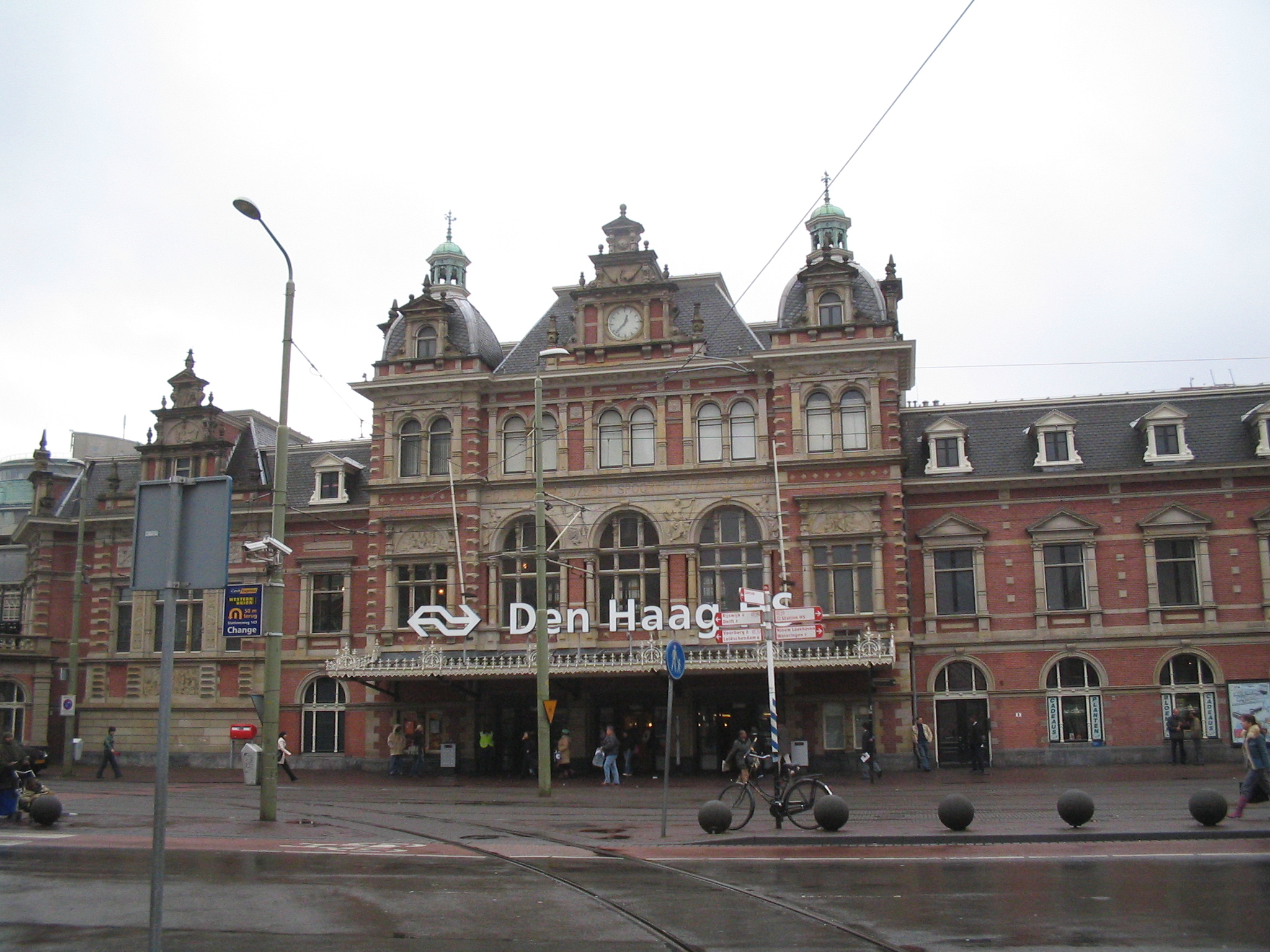
Den Haag Hollands Spoor

Stationsarchitectuur is steeds een afspiegeling geweest van de ontwikkeling van de algemene architectuur, waarbij nieuwe technieken (beton, staal) vaak in een tamelijk vroeg stadium bij stations werden toegepast. In veel gevallen werd het "moderne" uiterlijk gecombineerd met ornamenten. Nederlandse voorbeelden van markante stations uit de 20e eeuw zijn het station Amsterdam Amstel en 's-Hertogenbosch. Na de Tweede Wereldoorlog moesten op grote schaal nieuwe stations gebouwd worden, waarbij aanvankelijk de "klassieke" vormen gehanteerd werden, zoals in Arnhem en in Nijmegen. Daarna werden meer "open" gebouwen geconstrueerd, waarbij ook andere technieken (zoals staalconstructies) werden gehanteerd. Voorbeelden hiervan zijn de stations van Eindhoven Centraal, Tilburg en Schiedam Centrum. Bekende Nederlandse stationsarchitecten zijn Van Ravesteyn, H.G.J. Schelling, Koen van der Gaast, Peter Kilsdonk, Harry Reijnders en Cees Douma.
Voor kleinere stations werden vaak sobere gebouwen ontworpen, met een minimum aan voorzieningen, hoewel tot voor kort wel met een bemand loket. In een aantal gevallen bleef het stationsgebouw beperkt tot een semipermanent gebouwtje, dat naar zijn zeshoekige vorm werd aangeduid als sextant (onder andere Diemen en Delft Zuid).
De stijl van de grotere nieuwe Nederlandse stations is zeer modern, met een open structuur. Als voorbeelden hiervan kunnen genoemd worden: Amsterdam Sloterdijk, Duivendrecht, Zaandam en Almere Centrum. Het kleurgebruik is vaak opvallend, met kleuraccenten in primaire kleuren. De rijke detaillering (met beeldhouwwerken en fresco's) is echter geheel afwezig. De vormgeving is vaak ontleend aan die van luchthavengebouwen. Het voorzieningenniveau is gaandeweg meer afgestemd geraakt op de behoeften van de gehaaste reiziger.

## Bijzondere aspecten van stationsarchitectuur (met Nederlandse voorbeelden)
Ontwerpers van stationsgebouwen zien zich geconfronteerd met een aantal specifieke uitdagingen. Primair is een reizigersstation een plek waar soms grote aantallen reizigers op een efficiënte wijze "verwerkt" moeten worden: op grote stations passeren in de spits vele duizenden reizigers per uur. Dit stelt hoge eisen aan de indeling en overzichtelijkheid van zowel het station als zijn onmiddellijke omgeving. Voor- en natransport, met diverse vervoermiddelen, dient zo goed mogelijk aan te sluiten. Tegelijkertijd is de locatie van een station vrijwel altijd een gegeven. Een station (nieuw of ter vervanging van een bestaand gebouw) kan meestal niet anders dan op deze plaats gebouwd te worden.
De tijd die de gemiddelde reiziger in een station doorbrengt is korter naarmate de frequentie van de treinen groter is. De faciliteiten zullen hierop afgestemd zijn: een volledige stationsrestauratie is vaak niet (meer) nodig; enige fastfood verkooppunten zijn voldoende om de forens van een snack of een beker koffie te voorzien. Het internationale verkeer wordt voor een groot deel per vliegtuig afgewikkeld, zodat uitgebreide faciliteiten voor de afhandeling van bagage kunnen verdwijnen. Dergelijke ontwikkelingen hebben hun invloed op de omvang en indeling van de ruimte van een station, hetgeen zowel bij vervangende nieuwbouw als bij verbouwingen van bestaande stations aan de orde komt.
Een aspect dat steeds meer aandacht behoeft is dat van de sociale veiligheid en preventie van vandalisme.
De omstandigheid dat een modern station op een andere wijze gebruikt wordt, leidt ertoe dat een modern station er duidelijk anders uitziet. Aan "spoorwegkathedralen" met uitgebreide faciliteiten is geen behoefte meer. De reiziger komt er met (meestal) de bedoeling binnen enkele minuten weer te vertrekken.
Een stationsgebouw heeft echter tevens een functie als "visitekaartje" van de spoorwegonderneming. Het stationsgebouw dient door zijn vormgeving, kleurgebruik en inrichting de reiziger mede uit te nodigen tot het gebruik van de trein. Een stationsgebouw is hiermee onderdeel van de "mix" van zaken waarmee de spoorwegonderneming tracht te concurreren met andere vervoersmethoden. Aangezien een stationsgebouw zelden "op zichzelf staat", moet het hierbij concurreren met de architectuur in zijn directe omgeving. Sommige stations zijn hierbij in de loop der tijd "overvleugeld" geraakt door de schaalvergroting van belendende bebouwing. Nederlandse voorbeelden hiervan zijn het vorige station Rotterdam Centraal uit 1957 (inmiddels gesloopt en vervangen door een in maart 2014 geopend nieuw station), dat reeds door het betrekkelijk bescheiden bouwvolume geheel wegviel tussen de omringende hoogbouw, en Utrecht Centraal, dat, in elk geval in de uitvoering van de jaren zeventig, tussen het omringende winkelcentrum annex kantoorgebouwen een zeer povere indruk maakte.
In een aantal gevallen werd hiervoor een oplossing gezocht in de vorm van een combinatie van het stationsgebouw met (door derden gebruikte) kantoorgebouwen. Hierdoor werd het bouwvolume van het station optisch vergroot. Voorbeelden hiervan in Nederland zijn de stations Den Haag Centraal en Amersfoort Centraal. De samenwerking met ontwikkelaars van kantoorruimte leidt in ieder geval tot goed bereikbare kantoren: het station is tenslotte goed per trein te bereiken.

### Andere voorbeelden
In andere gevallen werd de centrale ligging van het station, en de aanwezigheid van grote aantallen passanten, benut om bij of soms in of onder het station winkels te bouwen. De winkelgalerij onder het station van Leipzig is hier een voorbeeld van. Ook in Japan wordt dit veelvuldig gedaan. Door de enorme reizigersaantallen op de verschillende stations in grote steden zoals Tokio en Osaka zijn daar vaak vele honderden winkels en tientallen restaurants.

### Kleine stations
Een bijzondere categorie van stations zijn de zogenaamde kleine of groene stationnetjes. Het gaat daarbij om stations die in overwegende mate in het buitengebied terecht zijn gekomen. Hierbij moet worden gedacht aan het station Dalfsen, Vorden, Anna Paulowna, Hindeloopen, Loppersum, Houthem, Opheusden, Krabbendijke, maar ook het oude station van het onder de rook van Amsterdam liggende Abcoude. Ook zijn er veel kleine stations die nu als eenzame locatie in het buitengebied liggen omdat de spoorlijn is opgeheven; de gebouwen dragen veel cultuurhistorische waarden en vertellen veel over de historie van het gebied.
Vaak had dat te maken met een besluiteloze overheid. Er waren twee burgemeesters die het station claimden. Men kon niet kiezen waar het station zou komen, dat betekende dat het station tussen twee dorpen kwam te liggen. Een andere reden van het ontstaan van een dergelijk groene stationnetje had te maken het feit dat een dergelijk station werd aangelegd en betaald door een landgoedeigenaar. Een mooi voorbeeld is het (tijdelijke) stationnetje van De Steeg, dat alleen werd aan gelegd voor de ontvangst van de Duitse keizer. Maar ook het koninklijke huis nabij Apeldoorn heeft een station, station Apeldoorn Het Loo.
Een derde reden achter de aanleg van een station in het groen had te maken met de agrarische ontwikkeling van een dergelijk gebied (de aan en afvoer van groenten, veevoer, graan). In de laatste decennia is het recreatieve gebruik sterker naar voren gekomen en liggen de stationnetjes op de route van het Pieterpad.
De laatste ontwikkeling is de verdere uitbouw tot kleinere knooppunten die meerdere functies in zich huisvesten. Maar ook hier blijft de kern de multimodale functie van een dergelijke locatie. Hiermee wordt een groen station een soort groen voorhalte station, maar wel in een hoogwaardige groene omgeving. De omgeving wordt daarmee een extra kwaliteit gecreëerd en uitgebouwd, voor de ontwikkeling van nieuwe (kleinschalige) functies. Hierbij moet worden gedacht aan VVV-kantoortjes, maar ook voor een locatie voor de verkoop van bankdiensten, en dergelijke Deze nieuwe trends hebben voor het InnovatieNetwerk Groene ruimte de basis gelegd onder een denkproces rond de ontsluiting en de bereikbaarheid van het buitengebied, waarbij de stationnetjes een centrale rol kunnen en vervullen
De architect van een stationsgebouw zal, indien daarvoor tenminste de financiële ruimte beschikbaar is, ernaar streven om het gebouw een duidelijke "blikvanger" te laten zijn. Met name in het laatste decennium van de 20e eeuw zijn in Nederland een aantal stations gebouwd die door diverse "gimmicks" duidelijk meer zijn dan de collectie ruimten die ze omvatten. Te noemen zijn onder meer Rijswijk (waar de sporen onder het maaiveld liggen), Rotterdam Blaak (dat theoretisch slechts de toegang behoeft te geven tot een verder geheel ondergronds station), Enschede Kennispark (oude naam: Enschede Drienerlo) en Arnhem Velperpoort.

### Modernisering van oudere stations
Modernisering van oudere stations, met name stations die een duidelijke architectonische waarde hebben, levert weer andere problemen op. Dient gekozen te worden voor modernisering, voor restauratie of voor een combinatie van beide? Hier zijn niet zelden "binnenshuis" grootschalige verbouwingen nodig om het gebouw aan de gewijzigde eisen aan te passen. Een voorbeeld van verbouwingen die als geslaagd wordt beschouwd is Den Haag Hollands Spoor.
Tijdens dergelijke verbouwingen moet het station zo veel mogelijk normaal functioneren, hetgeen ertoe leidt dat de verbouwing lang kan duren. De reiziger wordt dan gedurende soms jaren geconfronteerd met een onoverzichtelijk station.
Een Belgisch voorbeeld van een zeer modern station is het nieuwe Station Luik-Guillemins, ontworpen door de Spaanse architect Santiago Calatrava.
Stationsgebouwen zijn soms een opmerkelijk kort leven beschoren. Waar een Nederlands woonhuis, met enige aanpassingen, vaak een eeuw meegaat, kan de levensduur van een station soms beperkt zijn tot enkele decennia. Te noemen zijn het vorige Amsterdam Sloterdijk (geopend 1956, gesloopt 1985), Gouda (1948-1983), Assen (1989-2016), 's-Hertogenbosch (1952-1996, hoewel de oorspronkelijke perronoverkapping geheel gerestaureerd is) alsmede, als voor zover bekend recordhouder in Nederland, het eerste station Schiphol Airport uit 1978, dat reeds in 1993 plaats moest maken voor de uitbreiding van de luchthaventerminal (Schiphol Plaza).

## Voorzieningen op stations

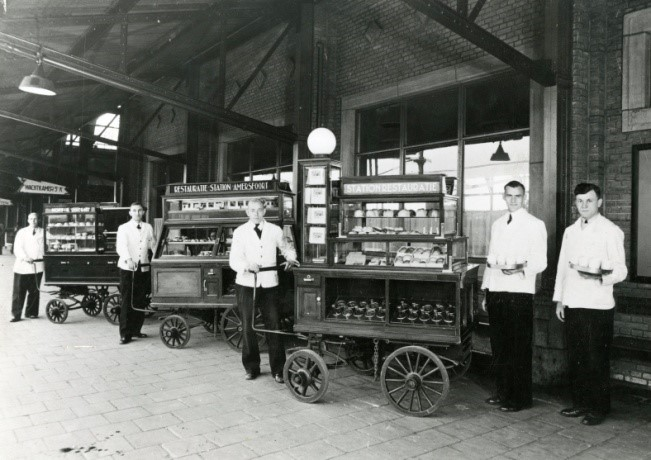
Perronkarren op station Amersfoort

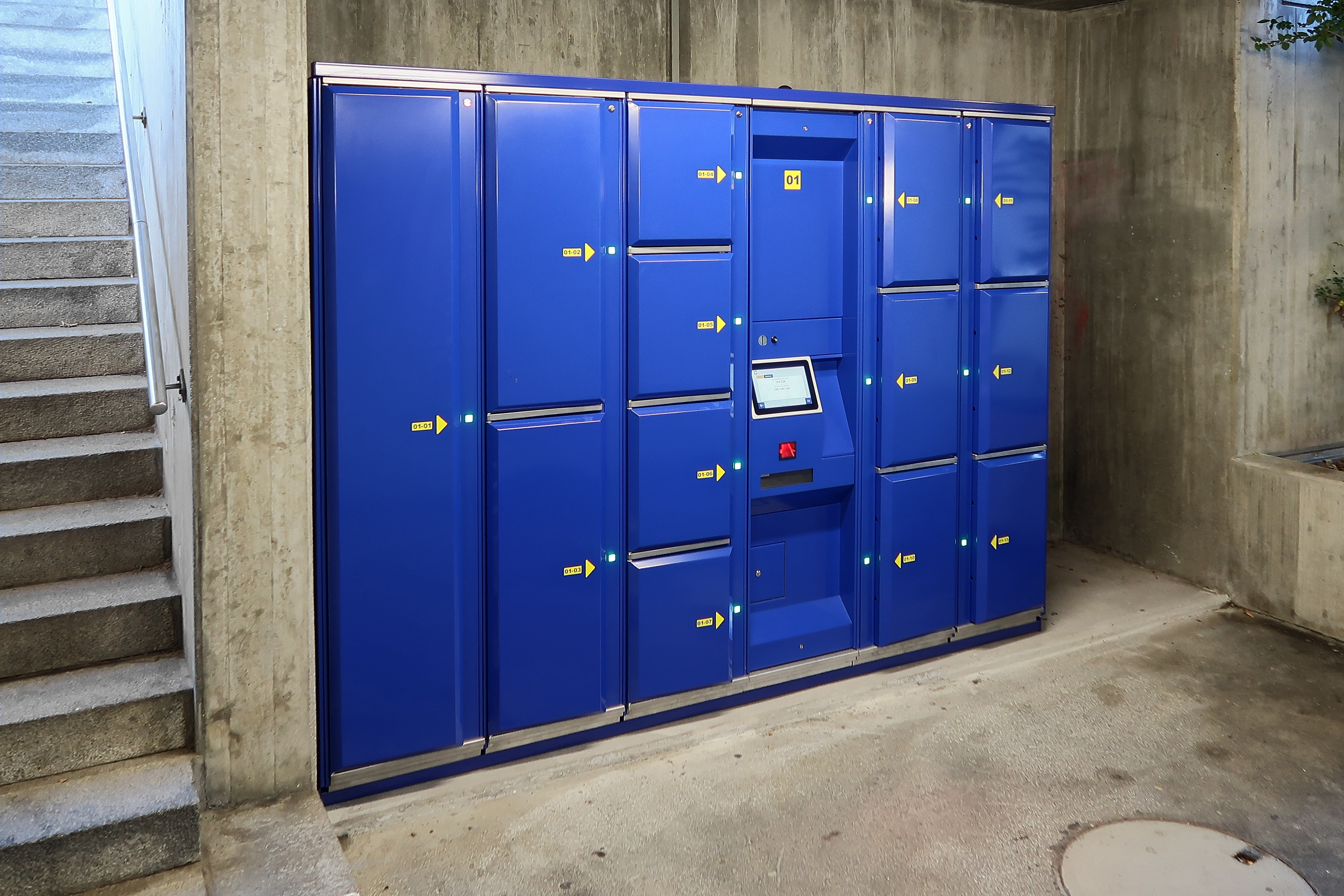
Bagagekluizen op station Bad Ragaz (CH)

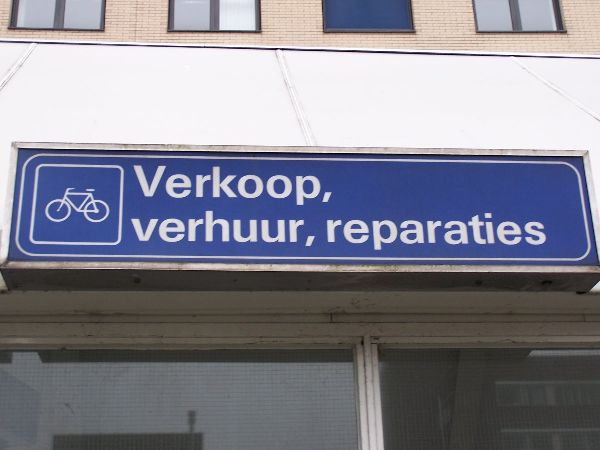
Fietsverhuur en -stalling

Van oudsher waren er op grote stations vele diensten en faciliteiten:
- Autoverhuurbedrijven
- Bagagebewaring
- Bagagekluizen
- Bagagedragerdiensten
- Busstation en ander aanvullend vervoer (metro/tram)
- Diverse winkels voor kranten, boeken en andere reisbenodigdheden
- Douane
- Fietsverhuur en -stalling
- Fotoautomaat
- Hulp voor reizigers in nood
- Informatiebalies trein en vaak toerist informatie kantoren. Ook hotelboekingen
- Kinderbegeleidingsdienst (bijvoorbeeld in Frankrijk)
- Wasserijen en kindercrèches
- Loketten (nationaal, internationaal, betwiste zaken, groepsreizen, verloren voorwerpen, abonnementen)
- Meditatieruimte (religie)
- Onderstationschef
- Parkeerplaatsen
- Reisbureaus
- Rolstoel- en gehandicaptenbegeleiding
- Spoorwegpolitie
- Stationhotels
- Stationrestauratieketen met standaardmenu's voor heel het land en uitgebaat door een concessiebedrijf (bijvoorbeeld Wagon-Lits)
- Stationschef
- Taxiplaatsen
- Telegraaf/telefoonkantoren waren vroeger meestal aanwezig in de grote stations
- Toiletten en andere voorzieningen zoals douches en baden.
- Verloren voorwerpen (Bij de meeste spoorwegmaatschappijen worden de voorwerpen doorgestuurd en verzameld op een centrale plaats)
- Versturen pakketten en bagage
- Wachtzalen (vroeger per klasse)
- Wisselkantoren